# Гонконгский метрополитен
Гонко́нгский метрополите́н (иер. трад. 港鐵, упр. 港铁, ютпхин: Gong²tit³, кант.-рус.: Контхит, пиньинь: Gǎngtiě, палл.: Ганте; англ. Mass Transit Railway, сокр. MTR) — сеть линий скоростного внеуличного транспорта в Гонконге. По состоянию на 2020 год насчитывает 193,2 км путей и 111 станций метрополитена, линию аэроэкспресса длиной 35,2 км с 5 станциями и сеть ЛРТ. С 2000 года Гонконгским метрополитеном управляет компания MTR Corporation. До этого MTRC (MTR Corporation) полностью была подчинена правительству Гонконга. По состоянию на первую половину 2009 года, доля MTR, работающей по принципу франчайзинга, на рынке пассажирских перевозок составляет 42 %, что сделало его наиболее популярным видом транспорта в Гонконге. На всех линиях, кроме автоматизированной Диснейленд-Резорт, поезда управляются машинистом.
В 1960-х годах правительство Гонконга поручило провести исследование, целями которого были попытки решения проблемы растущего пассажиропотока, вызванного ростом экономики Гонконга. Строительство метрополитена началось вскоре после завершения исследования, первая линия открылась в 1979 году. Гонконгский метрополитен сразу стал пользоваться популярностью среди жителей Гонконга, и последующие линии были построены с тем расчётом, чтобы охватить как можно бо́льшую территорию.

## Раннее развитие (1960—2000)

### Первые предложения

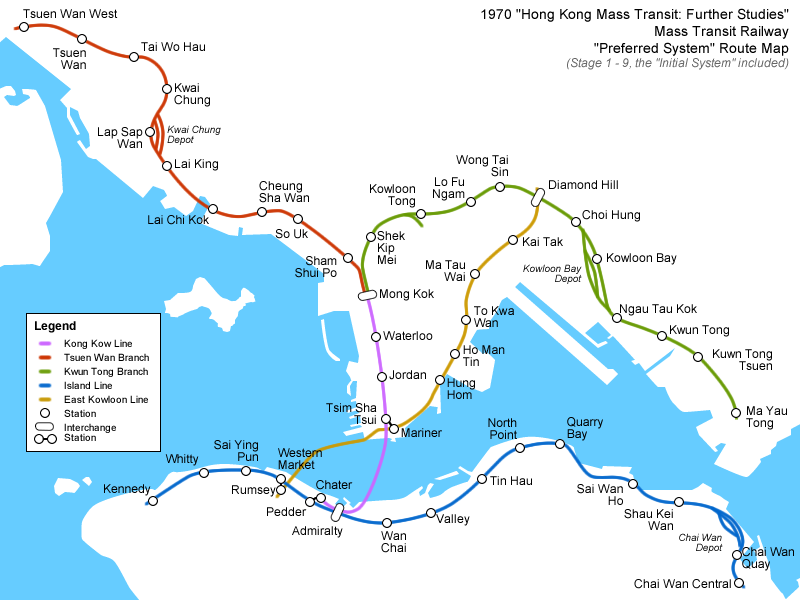
Проект метрополитена, 1970 год

В 1960-х годах возникла необходимость обеспечить растущий транспортный поток на дорогах, возникший в связи с быстрым ростом Гонконгской экономики. Исследованием транспортной системы Гонконга занялась британская консалтинговая компания «Freeman, Fox, Wilbur Smith & Associates». Их исследование было основано на прогнозе роста численности населения, которое к 1986 году должно было достигнуть 6 868 000 человек. 1 сентября 1967 года отчёт о проведённом исследовании был передан властям города, в этом исследовании рекомендовалось строительство системы линий метрополитена общей протяжённостью 64 км. Предполагалось, что четыре железнодорожные линии — линия Куньтхон от Вестерн-маркета до Маяутхон, линия Чхюньвань из Адмиралти в Чхюньвань, линия Айленд из Кеннеди-Тауна в Чхайвань и линия Ист-Коулун из Волиухан в Чимсачёй — будут построены в шесть этапов с поочерёдными сроками сдачи в период между декабрями 1973 и 1984 годов. 14 февраля 1968 года исследование было направлено на рассмотрение в законодательный орган Гонконга[уточнить]. В этом исследовании было представлено детальное расположение линий и станций.
По мере поступления свежих демографических данных в 1966-68 годах, эксперты пересмотрели результаты первого исследования. Теперь ожидаемая численность населения к 1986 году была более чем на 1 млн меньше и составляла 5 647 000 чел. Исходя из этого, масштаб запланированной железнодорожной системы был несколько уменьшен. Небольшой дополнительный доклад был представлен 22 марта 1968 года, небольшие поправки были внесены в него в июне этого же года.
В 1970 году проект системы с четырьмя линиями был описан в новом докладе британских экспертов «Гонконгские общественные перевозки: Дополнительное исследование» (Hong Kong Mass Transit: Further Studies). Согласно проекту, первыми должны были быть построены линии Куньтхон, Чхюньвань, Айленд и Ист-Коулун. Однако построенные в дальнейшем линии частично отличались от проекта «Freeman, Fox, Wilbur Smith & Associates»
В 1972 году власти Гонконга приняли решение о строительстве 20-километровой системы метро. Переговоры с четырьмя крупными строительными консорциумами начались в 1973 году. Власти намеревались провести тендер на весь проект, на основе британского плана. Японский консорциум подписал соглашение на строительство системы в начале 1974 года, но в декабре этого же года он его изъял из-за опасения нефтяного кризиса.

Схема Модифицированной первоначальной системы

### Изменения первоначальной системы
В начале 1975 года для наблюдения за проектом была учреждена правительственная организация «Mass Transport Provisional Authority». Ею было объявлено, что общая длина линий метрополитена будет сокращена до 15,6 км (так называемая «Модифицированная первоначальная система»). Вскоре правительство Гонконга основало MTR Corporation для развития и эксплуатации железнодорожного общественного транспорта, которая заменила Mass Transport Provisional Authority.
Строительство модифицированной первоначальной системы (сейчас часть линии Куньтхон и Чхюньвань) началось в ноябре 1975 года. Северный участок был закончен 30 сентября 1979 года и на следующий день был открыт. Поезда на этом маршруте шли от станции «Сэккипмэй» до станции «Куньтхон». Маршрут от станции «Чимсачёй» до «Сэккипмэй» открылся в декабре 1979 года. Первые станции были разработаны под руководством Роланда Паулетти (Roland Paoletti), главного архитектора Гонконгского метрополитена.
В 1980 году был открыт железнодорожный тоннель через бухту Виктория, и линия Куньтхон была продлена до станции «Сентрал», которая находится на острове Гонконг. Чтобы улучшить пропускную способность линии, составность поездов была увеличена до шести вагонов.

### Продление линий
В 1977 году правительство одобрило строительство линии Чхюньвань, в то время известной как Tsuen Wan Extension. Работы начались в ноябре 1978 года. В результате MTR-система была увеличена на 10,5 км за счёт построенного участка «Принс-Эдвард» — «Чхюньвань». Линия начала работу 10 мая 1982 года. Общая стоимость строительства составила (без учёта инфляции) 4,1 млрд. HK$ (526 млн. US$). На линии Чхюньвань между станциями «Чхёнсаван» и «Самсёйпоу» планировалось строительство станции, но этот проект так и не был воплощён. В 1982 году, на линии Чхюньвань между станциями «Лайкин» и «Лайчикок» была построена станция «Мэйфу».
Когда линия Чхюньвань начала свою работу, изменился маршрут линии Куньтхон: участок от станции «Аргайл» до станции «Чатер» (позже станции переименованы на «Вонкок» и «Ceнтрал» соответственно) стал продолжением линии Чхюньвань, таким образом, станция «Ватерлоо» (позже была переименована в «Яуматэй») стала конечной станцией линии Куньтхон, а станции «Принс-Эдвард» и «Аргайл» стали пересадочными. Это изменение было сделано из-за того, что проектировщики ожидали больший пассажиропоток на линии Чхюньвань нежели на линии Куньтхон. Этот прогноз оказался точным, требовался прямой объезд из северо-запада Новых Территорий на остров Гонконг, по этой причине в 1998 году была запущена линия Тунчхун с пересадочной станцией «Лайкин». На линии Чхюньвань планировалось строительство ещё одной станции, которая располагалась бы на западе округа Чхюньвань и являлась бы ответвлением от основной линии, но этот проект так и не был реализован, несмотря на то что под строительство станции земля была выделена.
В декабре 1980 года гонконгские власти официально утвердили строительство линии Айленд. Строительство началось в октябре 1981 года. 31 марта 1985 года линия Айленд была открыта. Она обслуживала участок между станциями «Адмиралти» и «Чхайвань». Станции «Адмиралти» и «Сентрал» стали пересадочными на линию Чхюньвань. Кроме того, составность поездов была увеличена до восьми вагонов. 23 мая 1986 года, с опозданием на один год, открылся участок линии Айленд «Эдмиралти» — «Сёнвань».
В 1984 году власти одобрили строительство тоннеля Истерн-Харбор-Кроссинг, в котором совмещены автодорога и линии метрополитена. 5 августа 1989 года линия Куньтхон была продлена, её путь проходил через бухту Виктория, до станции «Куорри-Бей», которая стала пересадочной станцией на линию Айленд. Промежуточная станция «Ламтхинь» на линии Куньтхон открылась 1 октября 1989 года.

### Связь с аэропортом

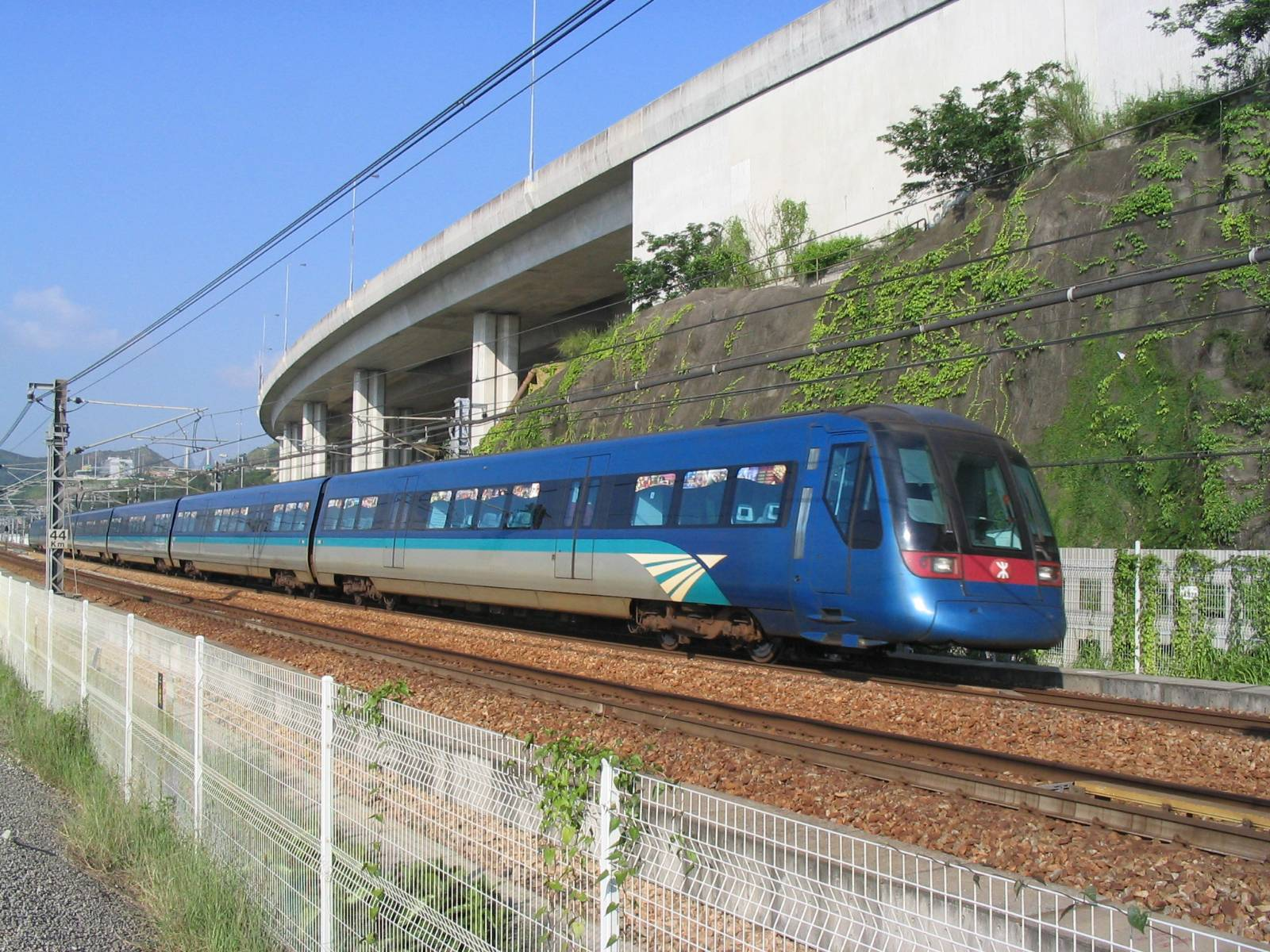
Поезд на линии Аэропорт-экспресс в 2005 году

Гонконгский аэроэкспресс и линия Тунчхун начали свою работу в 1998 году. Решение строить международный аэропорт на острове Чхеклапкок, заменив не справляющийся с пассажиропотоком аэропорт Кайтак, было принято в октябре 1989 года. Власти пригласили MTRC (MTR Corporation) строить железнодорожную линию в аэропорт, тогда известную под именем «Lantau Airport Railway». Строительство началось в ноябре 1994 года.
Новая линия была включена в смету постройки нового аэропорта, так как он не мог существовать без связи с общественным транспортом. К строительству была также привлечена MTRC, создававшая планы новых станций.
Сегодня, железнодорожная линия Lantau Airport Railway — это две линии метрополитена: Тунчхун и Аэропорт-экспресс. Линия Тунчхун была официально открыта 21 июня 1998 года главой Исполнительного Совета Гонконга Дуном Цзяньхуа (англ. Tung Chee Hwa, кит. 董建華), работа линии началась на следующий день. Линия Аэропорт-экспресс открылась 6 июля 1998 года, вместе с новым международным аэропортом.
Зарегистрироваться на авиарейс можно на станциях «Гонконг» и «Коулун». Носильщики могут помочь перенести багаж с поездов и на поезда. Аэроэкспресс — второе по популярности средство транспорта в аэропорт, после автобуса. В 2006 году железнодорожная линия перевозила 23 % пассажиропотока в аэропорт и обратно. Однако самый пик перевозок был достигнут в 1999 году, тогда на линию приходилось 32 % пассажирских перевозок между аэропортом и городом.

## Расширение системы (2000—2007)

### Линия Чёнкуаньоу

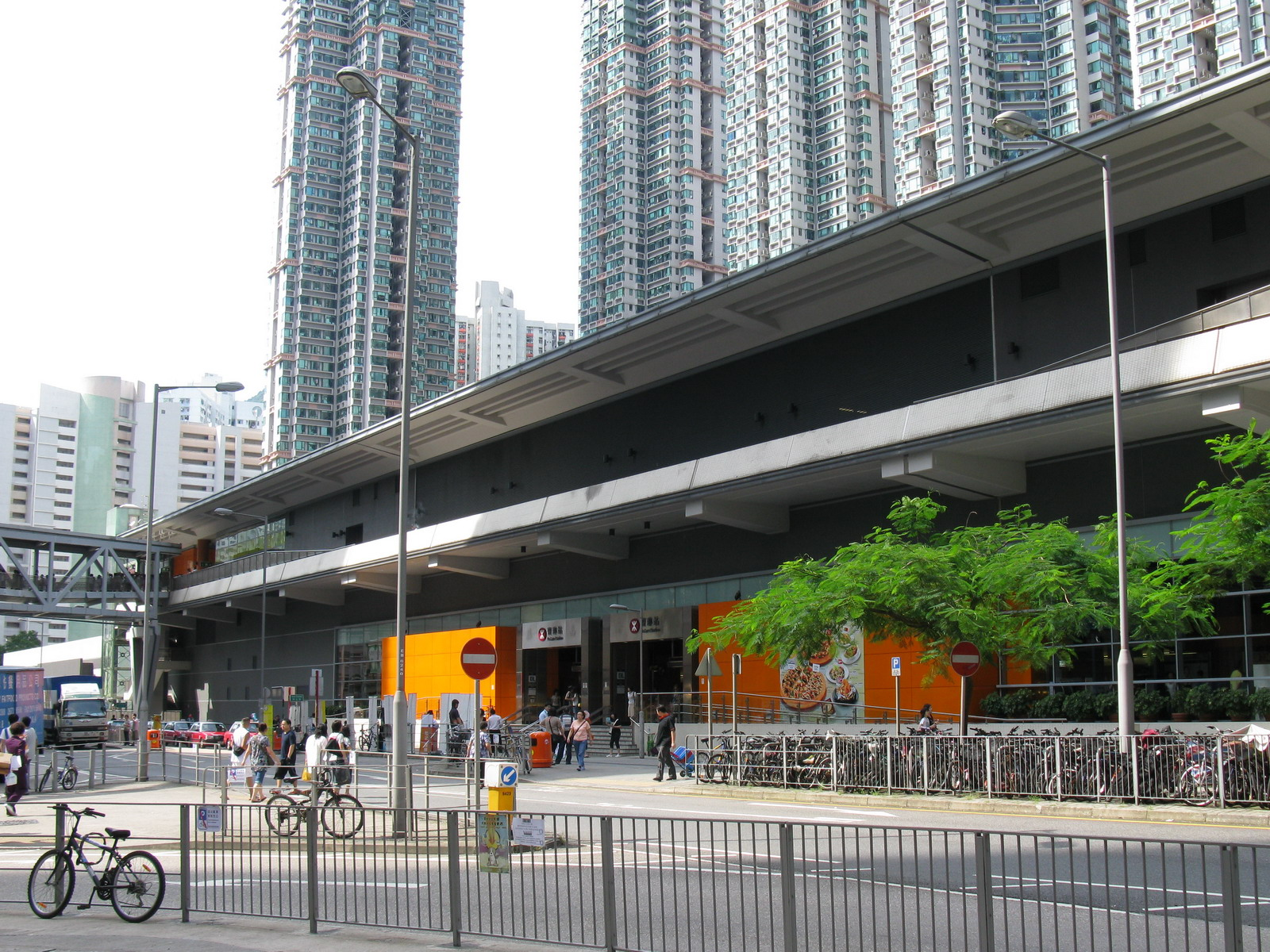
Станция «Поулам» на линии Чёнкуаньоу

Продление линии Куньтхон было инициировано вследствие автомобильных заторов в районе Куорри-Бей и постоянных жалоб пассажиров на пятиминутную пересадку между линией Айленд линией Куньтхон. Чтобы сократить количество заторов, линия Куньтхон была продолжена на остров Гонконг от станции «Куорри-Бей» до станции «Норт-Пойнт» по тоннелю длиной 4,2 км. Строительство началось в сентябре 1997 года, в сентябре 2001 года оно было завершено. Стоимость проекта составила 3 млрд HK$ (385 млн US$).
Строительство линии Чёнкуаньоу было одобрено 18 августа 1998 года. Линия должна была обслуживать районы с повышенной плотностью населения. Строительство началось 24 апреля 1999 года, официальное открытие состоялось в 2002 году. Линия проходит через тоннель Истерн-Харбор-Кроссинг, по которому ранее проходил маршрут линии Куньтхон на участке «Ламтхинь» — «Норт-Пойнт». Когда линия Чёнкуаньоу была открыта, маршрут линии Куньтхон был отведён в сторону только что построенной для новой линии станции «Тхиукинлэн». Расходы на строительство были частично покрыты Гонконгскими властями и частным застройщиком.

### Западная линия

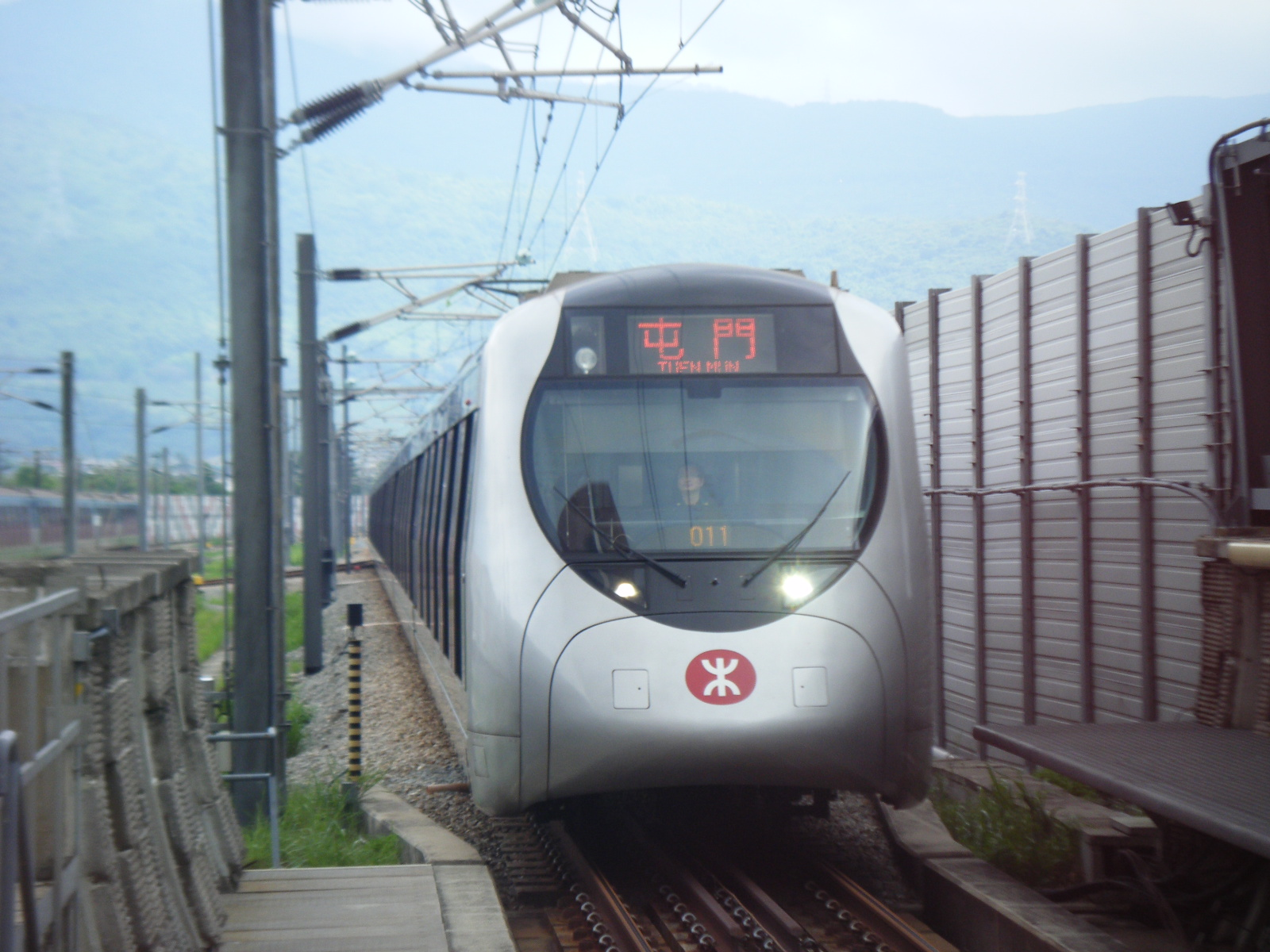
Состав SP1900 на Западной линии, прибывающий на станцию.

Во время строительства линии Тунчхун было запланировано строительство железнодорожного коридора, обслуживающего северо-запад Новых Территорий. Площадь для расширения узловой станции и строительства двух дополнительных путей для того, чтобы поезда Аэроэкспресса могли двигаться без остановки между станциями «Олимпик» и «Лайкин», была зарезервирована. Проект заключал в себе модернизацию узловой станции «Мэйфу» (тогда уже построенной, но работающей только на линии Чхюньвань), которая модифицировалась, чтобы обеспечить пешеходный переход на строящуюся в то время Западную линию. На станции «Намчхён» (пересадочная станция на линии Тунчхун), которая совместно управлялась MTRC и KCRC (государственная железнодорожная корпорация), велись строительные работы по увеличению станции в четыре раза, были построены два дополнительных пути длиной 4 км, что позволило поездам линии Тунчхун останавливаться на станции «Намчхён», не мешая поездам аэроэкспресса.
Работы были завершены поэтапно. Станция «Намчхён» и модернизированная «Мэйфу» открылись одновременно с Западной линией 20 декабря 2003 года. Южный участок Западной линии (Kowloon Southern Link) от станции «Намчхён» до станции «Ист-Чимсачёй» был открыт 16 августа 2009 года.

### Пересадочные станции

Путевое развитие на кросс-платформенных станциях «Тхиукинлэн» и «Яутхон»

Пересадочные станции между линиями Чхюньвань и Куньтхон, между линиями Айленд и Чёнкуаньоу, а также между линиями Куньтхон и Чёнкуаньоу являются кросс-платформенными, на которых пассажир, покинув поезд на одной стороне платформы, садится в поезд другой линии на другой стороне. Например, когда пассажир, который едет на линии Куньтхон по направлению к станции «Тхиукинлэн» высаживаются на станции «Яутхон», что позволяет ему, переходя через платформу пересаживаться на другой поезд линии Чёнкуаньоу и ехать в другую сторону, по направлению к станции «Норт-Пойнт» или к станциям «ЛОХАС-Парк» и «Поулам». Пересадочные станции стали более удобными для пассажиров. Такая организация движения действует, когда в пересадочный узел входят две платформы, на каждую из которых прибывают поезда разных линий, движущихся приблизительно в одном направлении. На станциях «Коулун-Тонг», «Сентрал», «Гонконг», «Намчхён», «Мэйфу», «Тайвай» и «Санни-Бей» переходы другого типа.
На уменьшение загруженности перехода между линиями Куньтхон и Восточной линией были направлены основные работы. Модернизация станции «Коулун-Тонг» началась в июне 2001 года. Чтобы справиться с растущим пассажиропотоком, 15 апреля 2004 года были открыты новый пешеходный переход к южному вестибюлю на станции «Коулун-Тонг» и новый вход. Модернизация станции «Чимсачёй» подразумевала реконструкцию самой станции и вестибюля, что облегчило переход с «Ист-Чимсачёй» по пешеходному переходу. Новые входы на станцию были открыты 19 сентября 2004 года (Exit G) и 30 марта 2004 года (Exit F).

### Линия Маоньсань

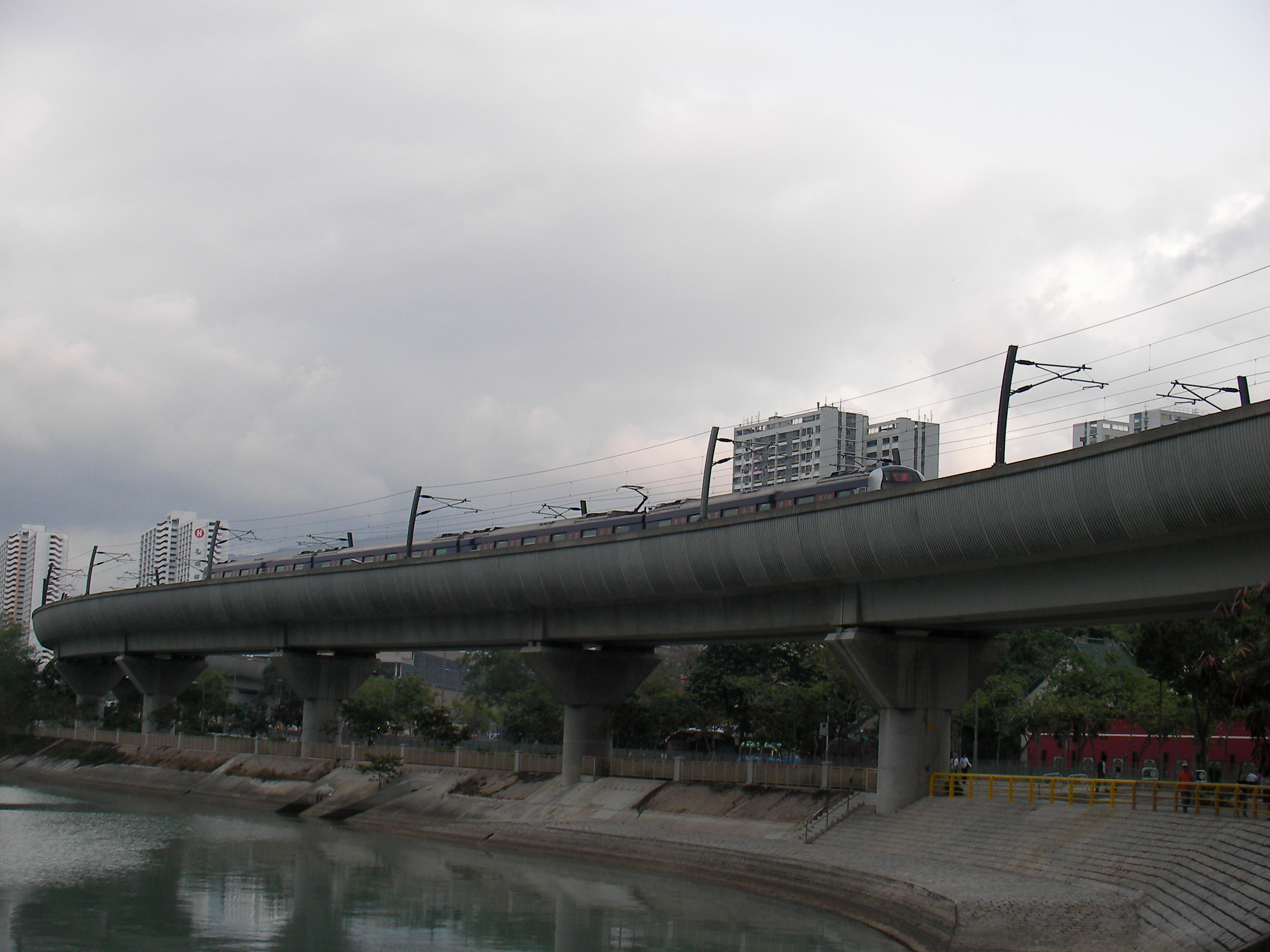
Виадук линии Маоньсань

Линия Маонсань была построена государственной компанией Kowloon-Canton Railway Corporation для того, чтобы обслуживать жилые районы Маонсань и Сити-Уан, но MTRС также была привлечена к работе на линии. Линия в большинстве своём проходит по виадуку (путепроводу), кроме участка в месте пересечения линии с шоссе № 2. На линии в отличие от всего остального метрополитена установлено правостороннее движение поездов для того, чтобы пассажирам было легко пересаживаться с линии Маоньсань на Восточную линию на станции «Taйвай».

### Линия Диснейленд-Резорт

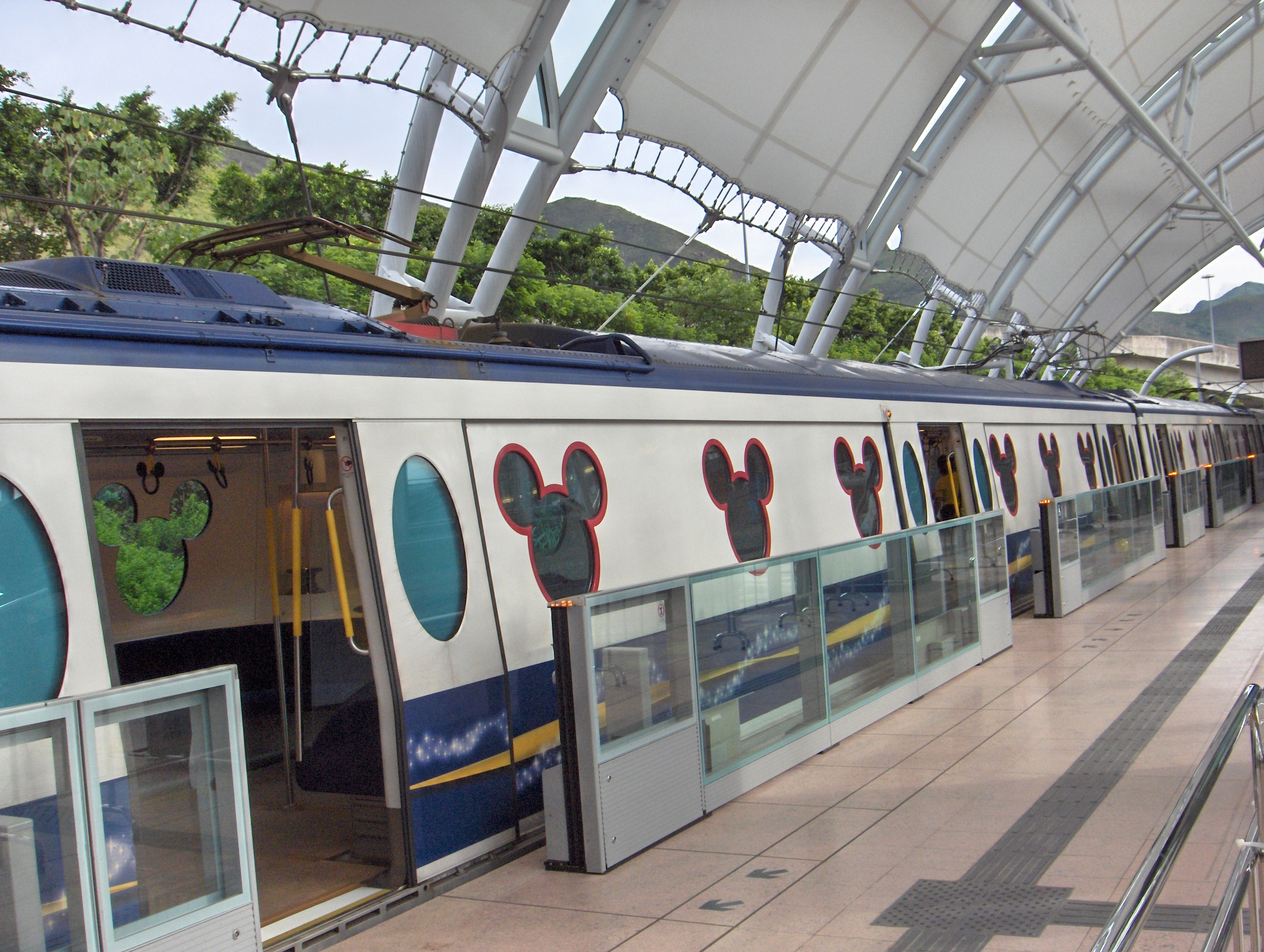
Поезд на линии Диснейленд-Резорт

Линия Диснейленд-Резорт, называвшаяся ранее Penny’s Bay Rail Link, обеспечивает транспортными услугами гонконгский Диснейленд, который был открыт 12 сентября 2005 года. Станция «Санни-Бей» на линии Тунчхун открылась 1 июня 2005 года. Новая линия, длиной 3,5 км и станция «Диснейленд-Резорт» приняла первых пассажиров 1 августа 2005 года. Линия представляет собой однопутную железнодорожную ветку, проходящую между двумя своими единственными станциями — «Санни-Бей» и «Диснейленд-Резорт». Дизайн станции «Диснейленд-Резорт» выполнен в викторианском стиле, в оформлении также используется тематика Диснейленда. В вагонах окна и поручни выполнены в форме, напоминающей голову Микки Мауса, а интерьеры украшают бронзовые статуэтки диснеевских героев. В настоящее время линия полностью автоматизирована. Поезда курсируют без машиниста каждые 4-10 минут.

### Дальнейшее развитие линии Аэропорт-экспресс
Новая станция «Азия-Уорлд-Экспо» на линии Аэропорт-экспресс обслуживает новый международный выставочный центр рядом с гонконгским аэропортом известный как AsiaWorld-Expo. Станция открылась 20 декабря 2005 года вместе с выставочным центром. Чтобы справиться с растущим пассажиропотоком, на линии Аэропорт-экспресс начали эксплуатировать восьмивагонные составы вместо семивагонных. Во время крупных выставок и мероприятий на линию Тунчхун выводятся дополнительные составы.

### Приватизация и объединение
5 октября 2000 года оператор Гонконгского метрополитена MTRC стала первой железнодорожной компанией Гонконга, которая была приватизирована, что положило начало инициативе прекращения финансирования общественного транспорта из правительственных фондов. До этого котировка MTRC на Гонконгской фондовой бирже была полностью подчинена правительству. Предложение предполагало продажу около одного миллиарда акций компании, у которой была крупнейшая акционерная база из всех компаний, зарегистрированных в Гонконге. В июне 2001 года MTRC была передана на фондовый индекс Hang Seng.
MTRC имеет застроенные земельные участки рядом со станциями, что только дополняет уже успешную коммерческую деятельность железной дороги. Многие недавно построенные станции были включены в крупные жилые микрорайоны или торговые комплексы. Например, станция «Чхинъи» построена рядом с принадлежащими MTRC торговым центром «Маритайм-Сквер» (Maritime Square) и крупным жилым районом Tierra Verde.
11 апреля 2006 года MTRC подписала не влекущую за собой юридических обязательств договорённость с Гонконгским правительством, которое владело железнодорожной корпорацией Kowloon-Canton Railway Corporation (KCRC) об объединении семи линий, принадлежащих MTRC и трёх линий, а также системы скоростного трамвая, принадлежащих KCRC в единую систему Гонконгского метрополитена, несмотря на сильный протест персонала KCRC. Акционеры корпорации, не владеющие контрольным пакетом акций, на внеочередном общем собрании 9 октября 2007 года одобрили план MTRC взять на себя роль оператора Гонконгского метрополитена, а 2 декабря 2007 года начато соединение систем оплаты проезда двух сетей.
2 декабря 2007 года KCRC дала согласие на 50-летнюю концессию (которая может быть продлена) с MTRC, таким образом произошло объединение транспортных систем двух корпораций под управлением MTRС. Наряду с этим, MTRC поменяло своё китайское название 地鐵有限公司 (Subway Limited Company) на 香港鐵路有限公司 (Hong Kong Railway Limited Company), но английское название осталось неизменным. После объединения, в сеть MTR включились ещё три железнодорожные линии: Восточная линия (бывшая Коулун-Кантонская железная дорога), Западная линия и линия Маоньсань, а также система скоростного трамвая.
28 сентября 2008 года зоны тарифов всех городских линий и линий Маоньсань, Западной и Восточной (ранее принадлежавших KCRC) были объединены. Теперь пассажиры могли передвигаться по Гонконгу с помощью двух разных железнодорожных сетей, используя один билет, кроме пересадки между станциями «Чимсачёй» и «Ист-Чимсачёй», где были нужны два билета. В обращение были также выпущены скидочные карты «Октопус» для студентов.

## Объединённая система
Проекты линий, начатые KCRC, с 2007 года реализует корпорация MTR. Например, предполагалось, что проект «Sha Tin to Central Link», который свяжет Сатхинь со станцией «Сентрал», будет развивать только компания KCRC, которая эту линию проектировала с 2002 года, но позднее было решено, что после окончания строительства, линия будет обслуживаться MTRC. После объединения Гонконгского метрополитена было реализовано множество проектов продления существующей системы.
В 2009 году линия Чёнкуаньоу была продлена на одну станцию «ЛОХАС-Парк», которая обслуживает жилой комплекс «ЛОХАС-Парк» (LOHAS Park), и был реализован проект «Kowloon Southern Link» — Западная линия продлена от станции «Намчхён» до станции «Хунхам» вдоль южного побережья Цзюлуна, при этом участок «Хунхам» — «Ист-Чимсачёй» был передан в её состав из Восточной линии.
28 декабря 2014 года на запад продлена линия Айленд до станции «Кеннеди-Таун» с одной промежуточной станцией. Вторая — «Сайинпхунь» — открылась 29 марта 2015 года. Строительство продления началось ещё в августе 2009 года.
Предложение продлить линию Куньтхон в район Вампу-Гарден появилось в апреле 2006 года и было одобрено в марте 2008 года правительством уже как часть большого проекта «Sha Тin to Central Link», что приветствовалось корпорацией МTR. Станции «Вампу» и «Хоманьтхинь» открылись 23 октября 2016 года.
28 декабря 2016 года открылась линия Саут-Айленд с 5 станциями, соединив Южный округ со станцией «Адмиралти», на тот момент последний неохваченный сетью метрополитена.
14 февраля 2020 года линия Маоньсань была продлена на 3 станции в рамках проекта «Sha Тin to Central Link».

## Перспективы развития

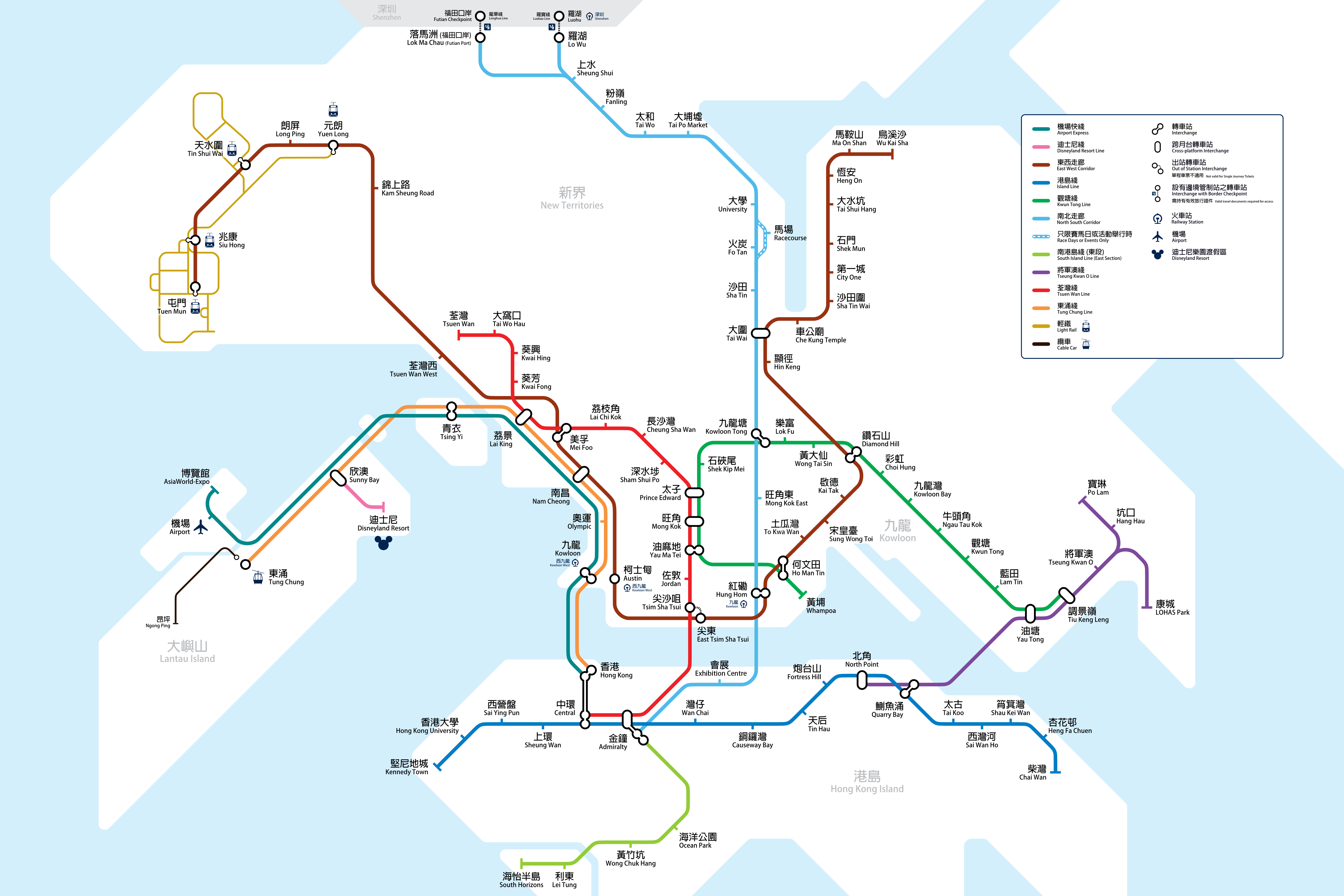
План развития метрополитена до 2022 года

В 2020—2021 годах планируется завершить проект «Sha Тin to Central Link»: соединить линию Маоньсань с Западной в одну под названием Тхюньма (Tuen Ma line) и продлить Восточную линию через бухту Виктория на остров Гонконг до станции «Адмиралти»

## Пассажиропоток
Годовой пассажиропоток за 2018 год составил 1669,97 млн человек (без учёта скоростного трамвая и аэроэкспресса), средний пассажиропоток за день составляет 4,86 млн человек.
| Год                              | 2000 | 2001  | 2002  | 2003  | 2004  | 2005  | 2006  | 2007  | 2007  | 2008   | 2009   | 2010    | 2011    | 2012    | 2013    | 2014    | 2015    | 2016    | 2017   | 2018    | половина 2019 |
| -------------------------------- | ---- | ----- | ----- | ----- | ----- | ----- | ----- | ----- | ----- | ------ | ------ | ------- | ------- | ------- | ------- | ------- | ------- | ------- | ------ | ------- | ------------- |
| Годовой пассажиропоток, млн чел. | 767  | 758,4 | 777,2 | 770,4 | 833,6 | 858,0 | 866,8 | 915,8 | 915,8 | 1205,4 | 1218,8 | 1298,71 | 1366,59 | 1431,04 | 1474,66 | 1547,78 | 1577,46 | 1586,52 | 1637,9 | 1669,97 | 830,2         |
| Дневной пассажиропоток, млн чел. | 2,24 | 2,23  | 2,26  | 2,24  | 2,4   | 2,497 | 2,52  | 2,59  | 3,54  | 3,51   | 3,54   | 3,77    | 3,97    | 4,15    | 4,297   | 4,49    | 4,58    | 4,61    | 4,77   | 4,86    | 4,89          |

## Инфраструктура

### Сеть железнодорожных линий
| Линия                             | Линия                   | Схема              | Год открытия       | Последнее продление | Конечные станции            | Конечные станции                      | Кол-во станций     | Длина, км          | Депо                       | Колея              | Электрификация        |                    |
| Бывшая система MTR                | Бывшая система MTR      | Бывшая система MTR | Бывшая система MTR | Бывшая система MTR  | Бывшая система MTR          | Бывшая система MTR                    | Бывшая система MTR | Бывшая система MTR | Бывшая система MTR         | Бывшая система MTR | Бывшая система MTR    | Бывшая система MTR |
| --------------------------------- | ----------------------- | ------------------ | ------------------ | ------------------- | --------------------------- | ------------------------------------- | ------------------ | ------------------ | -------------------------- | ------------------ | --------------------- | ------------------ |
| Куньтхон                          |                         | увеличить…         | 1979               | 2016                | Вампу (Whampoa)             | Тхиукинлэн (Tiu Keng Leng)            | 17                 | 14,2               | Коулун-Бей (Kowloon Bay)   | 1432 мм            | постоянный ток 1,5 кВ |                    |
| Чхюньвань                         |                         | увеличить…         | 1982               | —                   | Сентрал (Central)           | Чхюньвань (Tsuen Wan)                 | 16                 | 16                 | Чхюньвань                  | 1432 мм            | постоянный ток 1,5 кВ |                    |
| Айленд                            |                         | увеличить…         | 1985               | 2015                | Кеннеди-Таун (Kennedy Town) | Чхайвань (Chai Wan)                   | 17                 | 16                 | Чхайвань                   | 1432 мм            | постоянный ток 1,5 кВ |                    |
| Тунчхун                           |                         | увеличить…         | 1998               | 2005                | Гонконг                     | Тунчхун (Tung Chung)                  | 8                  | 31,1               | Сиухоувань (Siu Ho Wan)    | 1432 мм            | постоянный ток 1,5 кВ |                    |
| Аэропорт-экспресс                 |                         | увеличить…         | 1998               | 2005                | Гонконг                     | Азия-Уорлд-Экспо (AsiaWorld-Expo)     | 5                  | 35,2               | Сиухоувань (Siu Ho Wan)    | 1432 мм            | постоянный ток 1,5 кВ |                    |
| Диснейленд-Резорт                 |                         | увеличить…         | 2005               | —                   | Санни-Бей (Sunny Bay)       | Диснейленд-Резорт (Disneyland Resort) | 2                  | 3,3                | Сиухоувань (Siu Ho Wan)    | 1432 мм            | постоянный ток 1,5 кВ |                    |
| Чёнкуаньоу                        |                         | увеличить…         | 2002               | 2009                | Норт-Пойнт (North Point)    | Поулам (Po Lam)                       | 8                  | 11,9               | Чёнкуаньоу (Tseung Kwan O) | 1432 мм            | постоянный ток 1,5 кВ |                    |
| Чёнкуаньоу                        | ЛОХАС-Парк (LOHAS Park) | увеличить…         | 2002               | 2009                | Норт-Пойнт (North Point)    |                                       | 8                  | 11,9               | Чёнкуаньоу (Tseung Kwan O) | 1432 мм            | постоянный ток 1,5 кВ |                    |
| Саут-Айленд                       |                         | увеличить…         | 2016               | —                   | Адмиралти (Admiralty)       | Саут-Хорайзонс (South Horizons)       | 5                  | 7                  | Вончукхан (Wong Chuk Hang) | 1435 мм            | постоянный ток 1,5 кВ |                    |
| Бывшая система KCR                |                         |                    |                    |                     |                             |                                       |                    |                    |                            |                    |                       |                    |
| Восточная                         |                         | увеличить…         | 1910               | 2007                | Хунхам (Hung Hom)           | Лову (Lo Wu)                          | 14                 | 41,1               | Хотонлау (Ho Tung Lau)     | 1435 мм            | переменный ток 25 кВ  |                    |
| Восточная                         | Локмачау (Lok Ma Chau)  | увеличить…         | 1910               | 2007                | Хунхам (Hung Hom)           |                                       | 14                 | 41,1               | Хотонлау (Ho Tung Lau)     | 1435 мм            | переменный ток 25 кВ  |                    |
| Западная                          |                         | увеличить…         | 2003               | 2009                | Хунхам (Hung Hom)           | Тхюньмунь (Tuen Mun)                  | 12                 | 35,4               | Патхён (Pat Heung)         | 1435 мм            | переменный ток 25 кВ  |                    |
| Тхюньма                           |                         | увеличить…         | 2004               | 2020                | Тайвай (Tai Wai)            | Кхайтак (Kai Tak)                     | 12                 | 17,2               | Тайвай                     | 1435 мм            | переменный ток 25 кВ  |                    |
| Скоростной трамвай (12 маршрутов) |                         |                    | 1988               | 2003                | различные                   | различные                             | 68                 | 36,2               | Тхюньмунь                  | 1435 мм            | постоянный ток 750 В  |                    |

### Командные пункты
В Гонконгском метрополитене всего четыре транспортных командных пункта, отвечающие за пассажиропоток и контроль поездов на разных линиях.
- Tsing Yi Operations Control Centre (Линия Куньтхон, Чхюньвань, Айленд, Чёнкуаньоу, Тунчхун, Аэропорт-экспресс)
- Fo Tan Operations Control Centre (Западная линия и Маоньсань)
- Kam Tin Operations Control Centre (Западная линия)
- Tuen Mun Operations Control Centre (Скоростной трамвай)

### Автобусы MTR

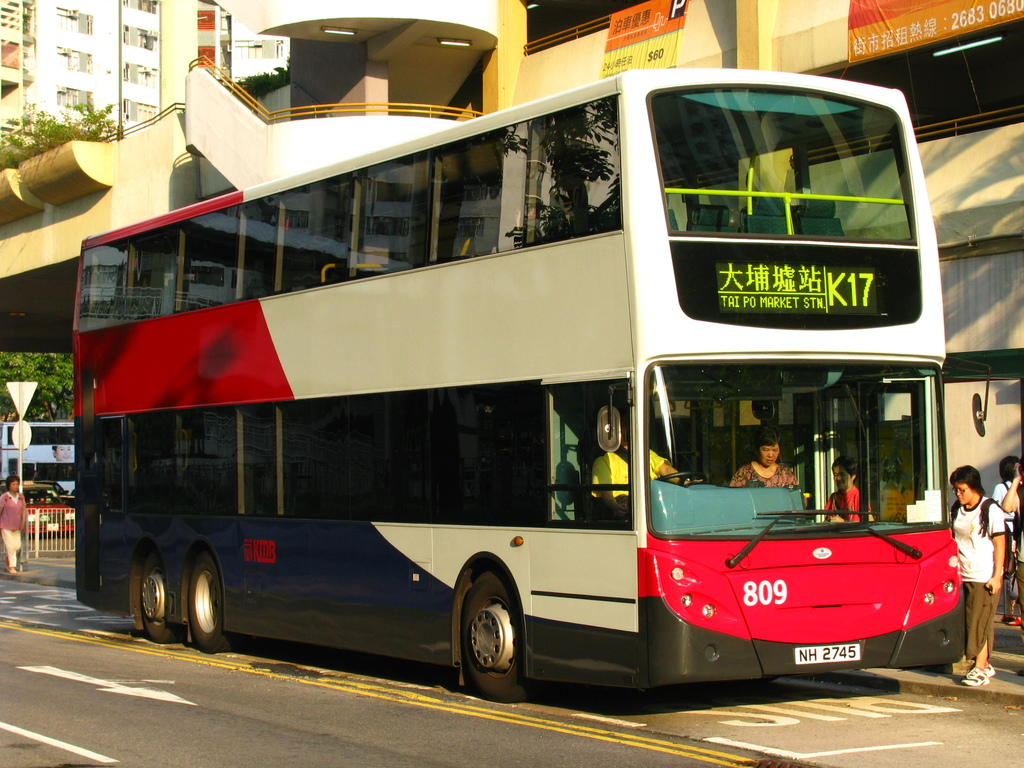
Автобус MTR на маршруте К17

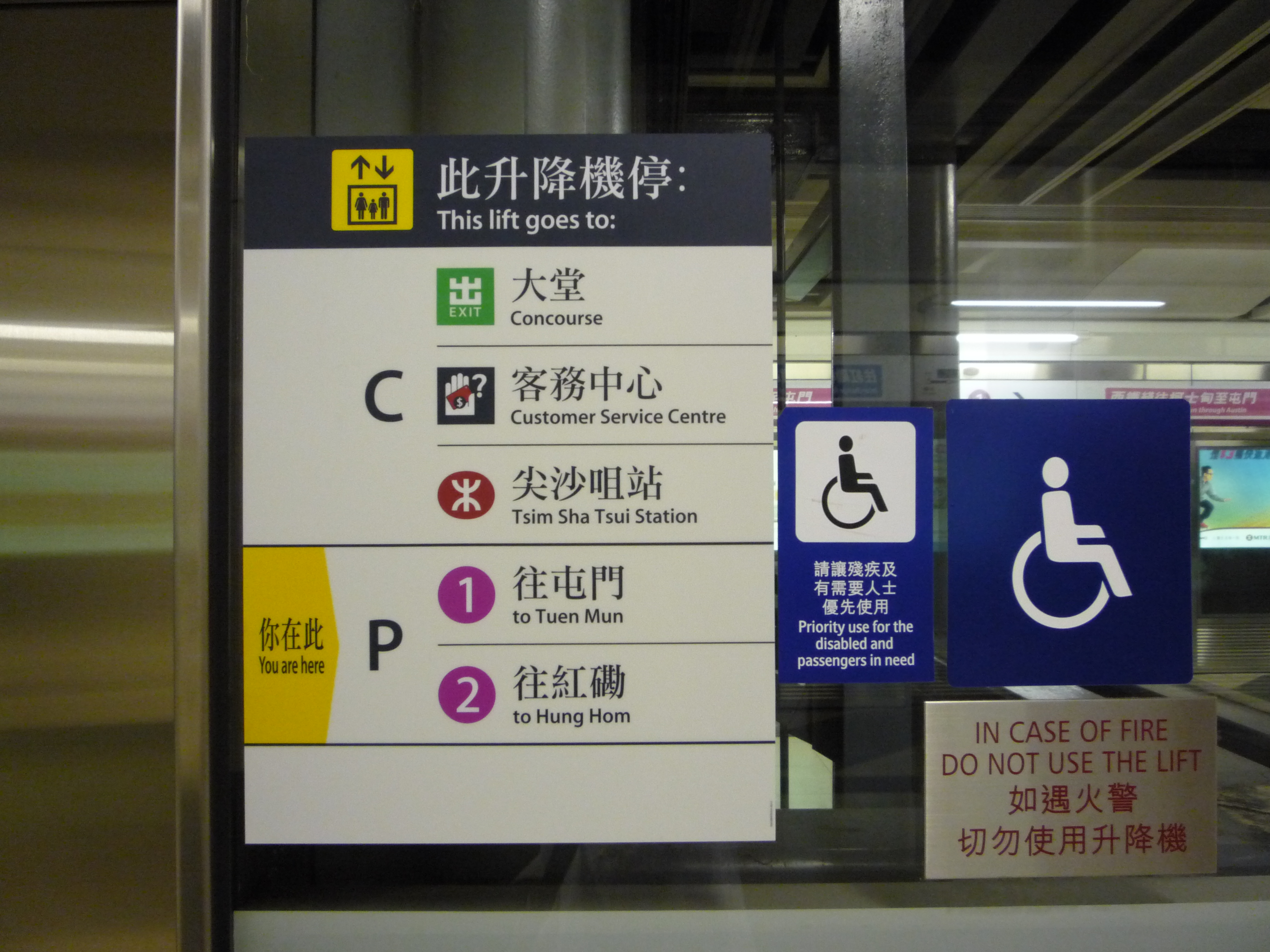
Большинство станций оборудованы лифтами, которые связывают платформу с вестибюлем.

Двуязычное информационное табло на Восточной линии, выводит информацию о времени прибытия поездов, подобные этому установлены на всех станциях метрополитена.

У различных станций Гонконгского метрополитена работают подвозящие автобусы. Их маршруты имеют одну или две остановки в жилых микрорайонах. Автобусы на Западной линии ходят под брендом MTR, но обслуживаются компанией Kowloon Motor Bus. Трансферы MTR до станций метро увеличивают выручку корпорации.

### Обеспечение комфортных условий
Архитектура и дизайн Гонконгского метрополитена подчинены чисто утилитарной цели. Художественному оформлению станций практически не уделено внимания. При высоком уровне ежедневных пассажирских перевозок, средства обслуживания общедоступны (для людей с ограниченными возможностями) и построены на продолжительный срок службы. После крупномасштабной реконструкции, MTR система стала в большинстве случаев доступна для инвалидов — в поездах были выделены места для инвалидных колясок, на станциях есть специальные напольные плитки, которые являются ориентиром для слепых и обеспечивают их безопасность на платформе, для инвалидов-колясочников на станциях предусмотрены широкие входные двери.
Помимо обычных схем метрополитена, во многих составах установлены наддверные маршрутоуказатели. Также в вагонах имеются панели с бегущей строкой и информационные дисплеи, которые отображают такого рода сообщения, как объявления следующих станций, а также другие сообщения, так или иначе относящиеся к работе метро.

#### Доступность телекоммуникационной сети
Стопроцентный доступ к GSM (GSM-900 и GSM-1800), CDMA и D-AMPS обеспечен на всём протяжении метрополитена, на станциях и в тоннелях. В настоящее время 3G сеть покрывает все станции и тоннели (кроме подземных участков на Западной и Восточной линии). В метро представлены телекоммуникационные операторы Hutchison 3G, SmarTone-Vodafone и PCCW. Пассажирам предоставлена абонентская услуга видеозвонок, с ней пассажиры могут делать видеозвонки и иметь доступ к скоростному видеоконтенту на своих мобильных телефонах независимо от того, находится ли поезд над землёй или под ней. В то же время, MTR собирается обеспечить весь метрополитен Wi-Fi. На сегодняшний день услуга уже действует на всех поездах линии Аэропорт-экспресс, распространение этой услуги на другие линии в настоящее время обсуждается.

#### Объявления на станциях и в поездах
Когда Гонконгское метро начало работу, информационные объявления о прибытии на станции поездов дублировались на английском и на кантонском. Сейчас добавлен ещё путунхуа[когда?]

.

#### Туалеты
В отличие от многих других метрополитенов мира многие линии Гонконгского метрополитена не имеют туалетов доступных для публичного пользования, несмотря на то, что их установка была предусмотрена. Пассажиры могут пользоваться только служебными туалетами по требованию. В 2006 году MTRC заявила, что не рассматривает реконструкцию имеющихся подземных туалетов, потому что возникают проблемы с установкой новых труб. Только станции на линиях Аэропорт-экспресс, Диснейленд-Резорт, Западная, Восточная и Маоньсань имеют доступные туалеты. Во время обсуждения этого вопроса, в адрес MTRC со стороны Законодательного Собрания Гонконга поступила критика за нежелание установить туалеты на станциях основных линий. MTRC стала проводить анализ практической возможности установки туалетов на или вблизи наземных станций и согласилась учесть и туалеты при проектировании в будущем новых линий, при условии разрешения контрольно-надзорных органов, а также любых вопросов, поднятых местными жителями о местоположении наружной вентиляционной вытяжной выработки.

#### Торговля на станциях, бесплатная пресса
До приватизации MTRC, на станциях Гонконгского метрополитена находились только филиалы Hang Seng Bank и Maxim’s Catering, а также несколько торговых лавочек. С тех пор, на определённых станциях количество и разновидности магазинов возросли. Некоторые станции превратились в миниатюрные торговые центры. Банкоматы и круглосуточные магазины стали обычным явлением. MTR заключила договор с печатными изданиями на раздачу бесплатных журналов и газет на станциях метро. «Рекрут» (Recruit) был первым бесплатным журналом, который раздавался только на станциях Гонконгского метро (только на линиях MTRC) с июля 1992 года, но в июле 2002 года контракт был расторгнут. Другой журнал «Jiu Jik», который раздавался на станциях Гонконгского метрополитена два раза в неделю, заменил журнал «Рекрут» в качестве бесплатного журнала, публиковался South China Morning Post . «The Metropolis Daily» — первая бесплатная газета, публиковалась Metro International и раздавалась на станциях по будним дням, кроме государственных праздников, а в 2005 году появились «воскресные» газеты, например «Express Post», которая раздавалась каждую субботу, кроме праздничных дней. «The Metropop» — еженедельный журнал, в котором описываются культурные события и городская мода, также публикуется Metro International, стал раздаваться каждый четверг с 27 апреля 2006 года, спустя несколько месяцев после истечения срока раздачи другого журнала «Hui Kai Guide» в 2006 году. На станциях, которые находятся на линиях KCR Гонконгского метрополитена, раздаются две бесплатные газеты на китайском языке, а именно «am730» и «Headline Daily». MTRС поощряет чтение этих газет увеличением числа специальных купонов и акций, которые разыгрывают сами газеты, например бесплатную поездку в один из районов города.

## Подвижной состав

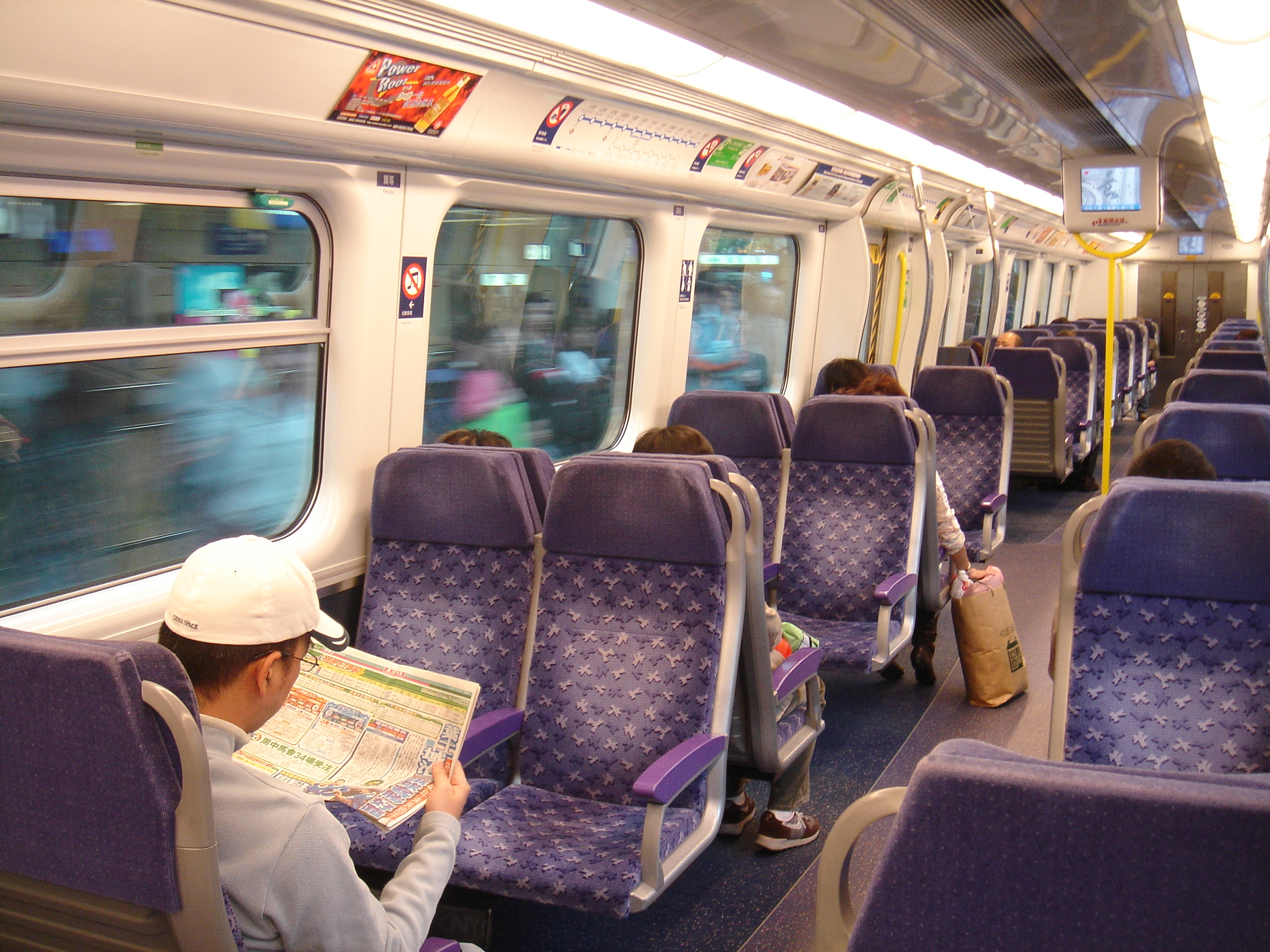
Салон вагона первого класса Восточной линии

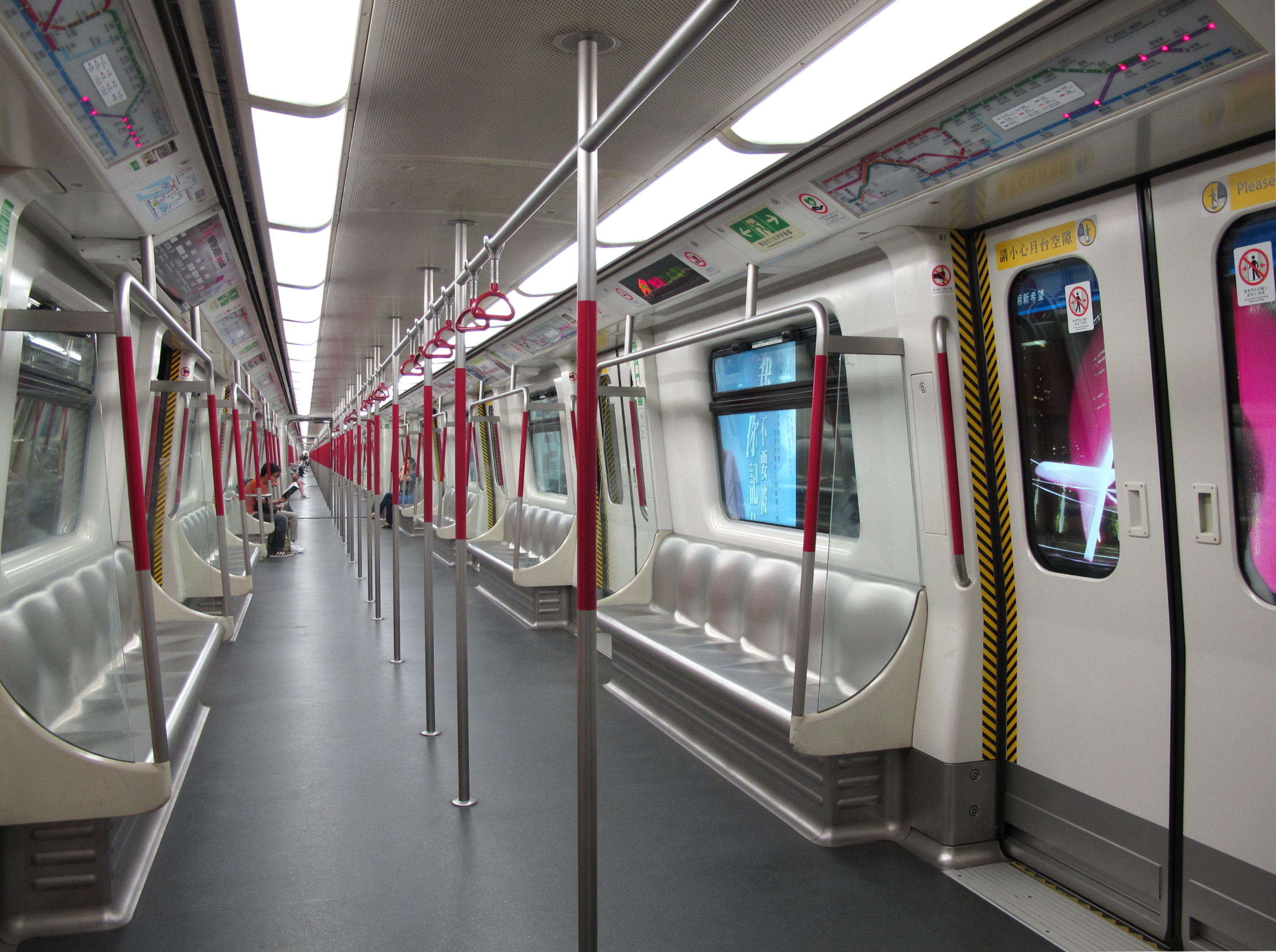
Салон вагона на линии Чёнкуаньоу

В Гонконгском метрополитене эксплуатируются пять типов электропоездов и четыре типа подвижного состава скоростного трамвая. Так как в Гонконгском метрополитене ширина колеи на разных линиях различна, 1432 мм на MTR-линиях и 1435 мм (стандартная ширина колеи) на KCR-линиях, то соответственно составы на линиях MTR и KCR отличаются друг от друга ещё и расстоянием между внутренними поверхностями гребней колёс колёсной пары. Всё поезда метрополитена, кроме составов линии Аэропорт-экспресс и вагонов первого класса Восточной линии обладают большой пропускной способностью и пассажировместимостью. Вагоны в составах на линиях Куньтхон, Чхюньвань, Айленд, Тунчхун, Чёнкуаньоу, Маоньсань и Восточной линии (вагоны класса «стандарт») имеют по пять широких дверей с каждой стороны, в то время как поезда линии Аэропорт-экспресс и вагоны первого класса Восточной линии (по одному в каждом составе) лишь две. Скоростной трамвай имеет три двери с левой стороны. Высокую пассажировместимость определяет расположение кресел и количество стоячих мест. В вагонах скоростного трамвая, аэроэкспресса и первого класса Восточной линии кресла располагаются друг за другом, а в последних двух не предусмотрены места для стоящих пассажиров, в остальных же составах диваны расположены вдоль стенок вагона, для стоящих пассажиров установлены горизонтальные поручни над диванами и/или вертикальные посередине прохода. В составах установлена дополнительная вытяжная вентиляция. Благодаря такой конфигурации, гонконгскому метрополитену удалось побить ряд рекордов пропускной способности, к примеру, пригородная Восточная линии, которая также относится к метро, за час в одном направлении перевезла 101 000 человек, а линия Чёнкуаньоу 85 000 человек, среди двупутных линий метрополитена — это самый высокий показатель, достигнутый в мире.
Все поезда на линиях Куньтхон, Чхюньвань, Айленд, Тунчхун, Аэропорт-экспресс и Чёнкуаньоу состоят из восьми вагонов, поезда на Западной линии состоят из семи вагонов, а на линии Маоньсань и Диснейленд-Резорт — из четырёх.

### Metro Cammell EMU(DC)

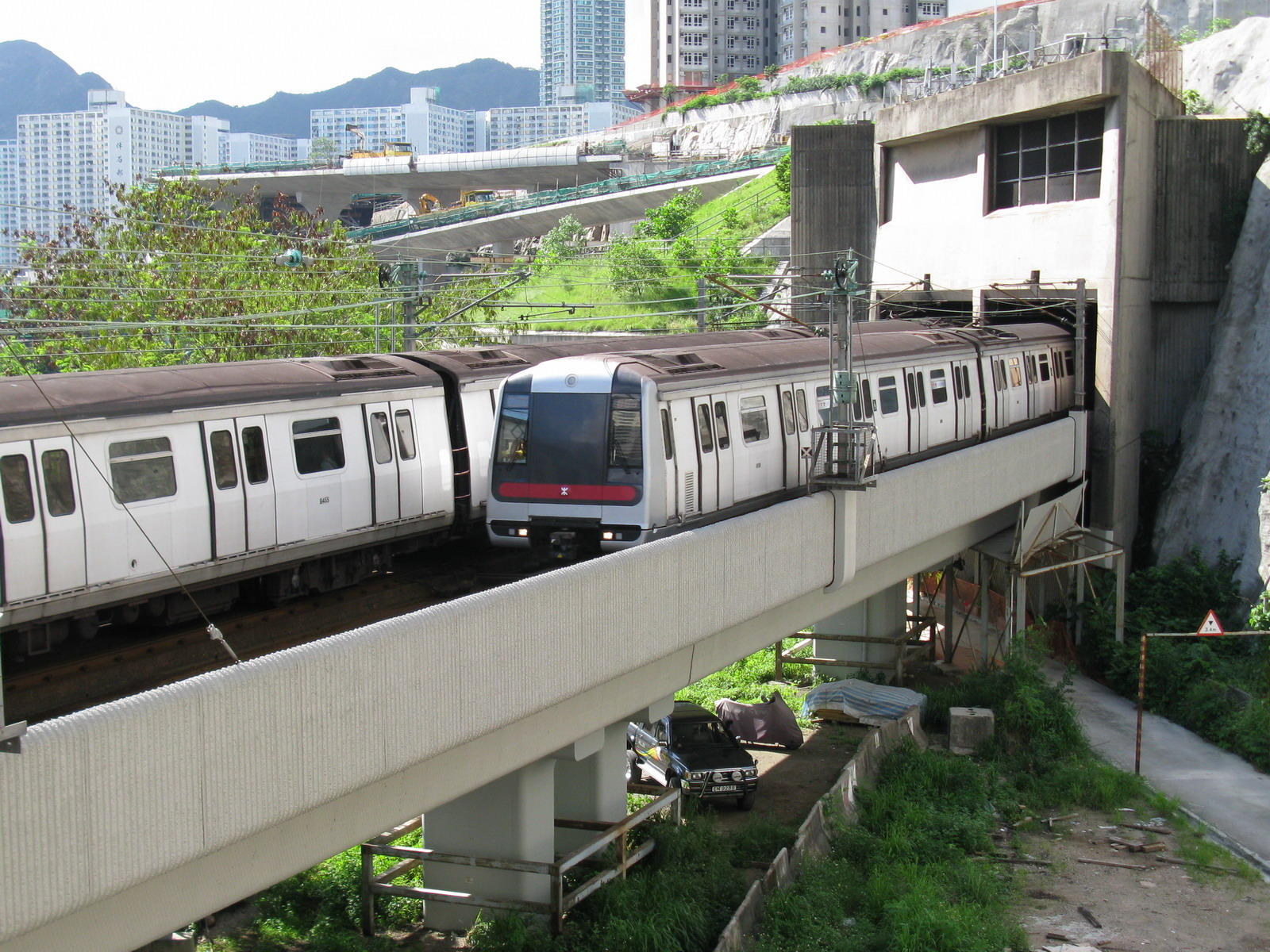
Два состава M-Trains

MTR Metro Cammell EMU(DC) (или M-Trains) — старейшие из эксплуатируемых в настоящее время составов в Гонконгском метрополитене. Вагоны типа M были выпущены в несколько серий, составы серии М (или СМ) самые старые из них. Они были построены на заводе Metro Cammell в Бирмингеме (Великобритания) в 1976 году, а в 1998 году были модернизированы австралийской компанией United Goninan. В вагонах серии М установлены сдвижные двери, в отличие от вагонов типов К и А (K-Stocks и A-Stocks), на которых используются прислонно-сдвижные двери. M-Trains обслуживают линии Куньтхон, Чхюньвань, Айленд, Чёнкуаньоу и Диснейлед-Резорт.
На линии Диснейленд-Резорт эксплуатируются капитально отремонтированные в 2005 году составы M-Trains. В ходе ремонта было кардинально изменено оформление салона, установлены новые окна, которые как и поручни выполнены в виде головы Микки-Мауса и поставлены новые диваны, но самое главное изменение заключается в том, что составы стали курсировать автоматизировано. На сегодняшний день это единственная линия Гонконгского метрополитена, где поезда могут ходить без машиниста..

### Adtranz-CAF EMU

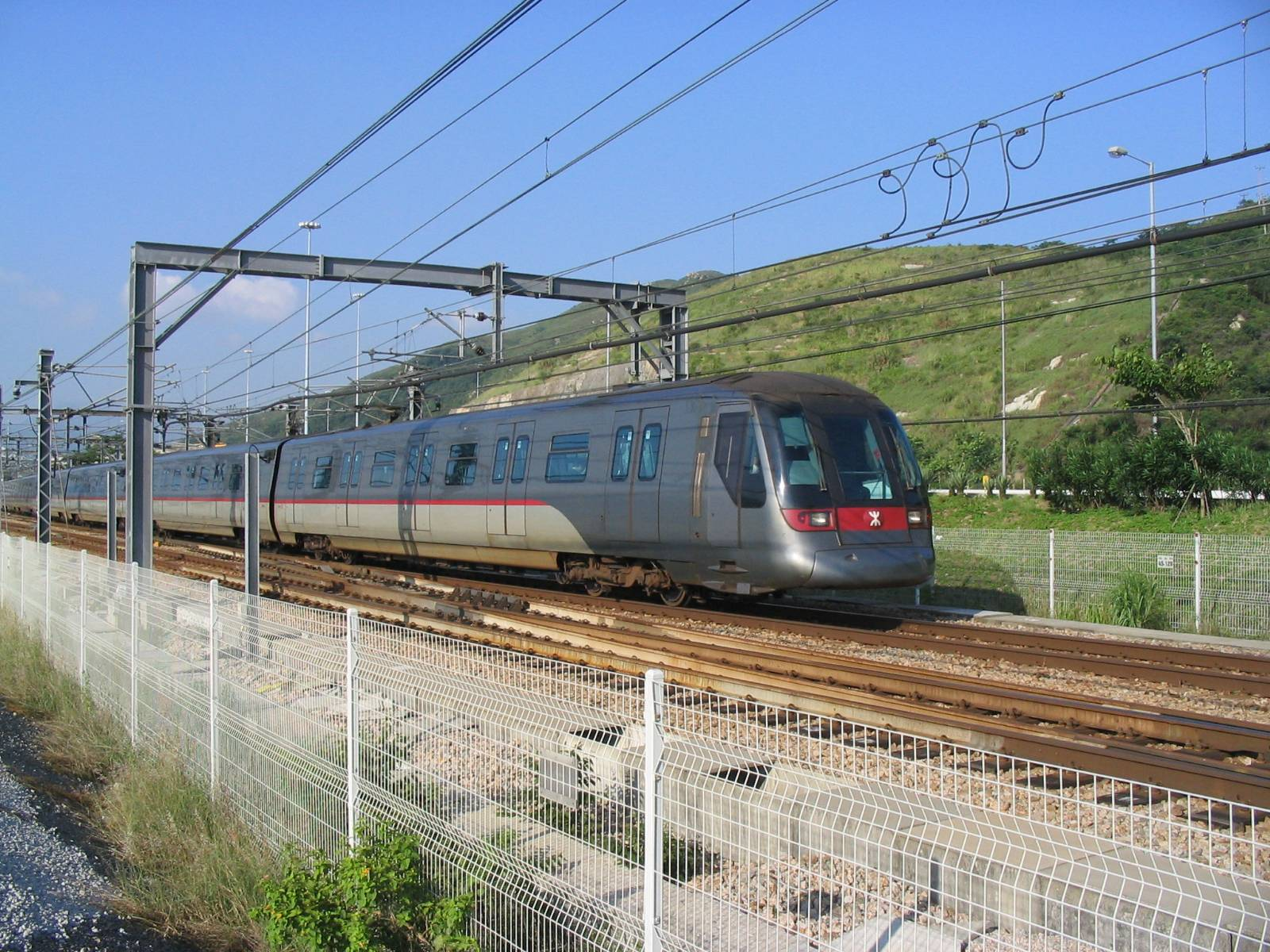
Состав A-Stock

Вагоны Adtranz-CAF EMU (или A-Stock) эксплуатируются на линиях Куньтхон и Аэропорт-экспресс. Первоначально поезда были семивагонными, затем их составность увеличена до восьми вагонов. Поезда строились совместно Adtranz (сейчас Bombardier Transportation) и Construcciones y Auxiliar de Ferrocarriles (CAF) между 1994-97 гг.

### Rotem EMU
Вагоны типа Rotem EMU (или К stock) построены совместно компаниями Mitsubishi Heavy Industries и Hyundai Rotem. Впервые были введены в эксплуатацию в 2002 году на линии Куньтхон, так как были менее шумными, нежели их предшественники — M-Trains. Позже, в 2006 году корпорацией MTR были дополнительно закуплены ещё 4 состава Rotem EMU с тем, чтобы справляться с растущим пассажиропотоком на линии Тунчхун. Вагоны K-Stock подвергаются массовой критике, отчасти это вызвано проблемами с безопасной работой дверей. Имели место случаи травмирования пассажиров неисправными дверьми, что привело к минимизации количества корейских поездов в метрополитене до тех пор пока не будет достигнута техническая исправность подвижных составов.

### CNR EMU
В октябре 2008 года MTR заключила контракт с компанией Changchun Railway Vehicles на поставку 10 новых составов, ещё 17 составов заказаны летом 2011 года. Новые поезда Гонконгского метрополитена были доставлены в Гонконг в 2011-12 годах Составы CNR EMU (С-Stock) были введены в эксплуатацию на линиях Куньтхон и Чхюньвань, что сократило интервал между поездами на этих линиях, это удовлетворило растущий на них пассажиропоток. Так же как и в составах на линиях Маоньсань, Восточной и Западной, в этих поездах установлены 22-дюймовые ЖК-телевизоры, на которые транслируются новости, развлекательные программы, а также реклама.

### SP1900, Metro Cammell

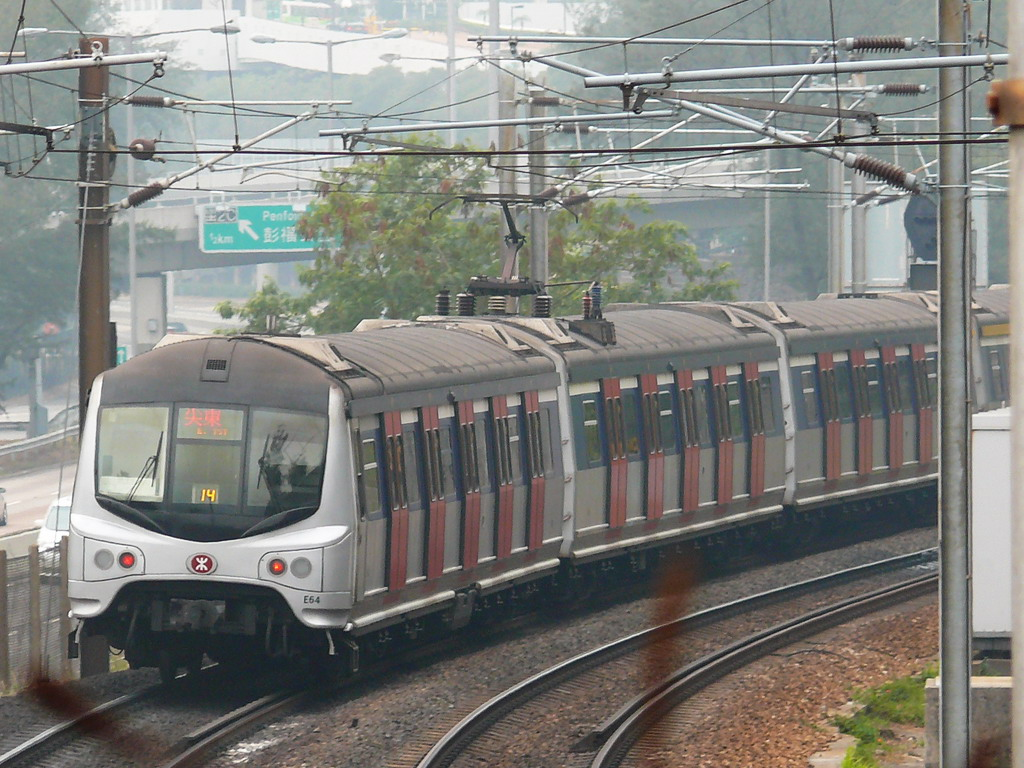
Поезд Metro Cammell (EMU)

И на Восточной и на Западной линиях эксплуатируются поезда SP1900, а на линии Маоньсань составы SP1950 (укороченная версия SP1900). Помимо SP1900, на Восточной линии также используются более старые поезда Metro Cammell EMU. Все поезда КСR-линий работают под напряжением 25 кВ переменного тока с частотой 50 Гц, в отличие от MTR-линий, где используется 1,5 кВ постоянного тока. В случае необходимости, возможно использование поездов двойного питания.
Эти две модели подвижного состава эксплуатировались на линиях Маоньсань, Восточной и Западной и до объединения систем. После объединения они существенно не изменились: была обновлена маршрутная карта, заменён логотип компании-оператора, а также произведён ряд других небольших изменений.

### Скоростной трамвай

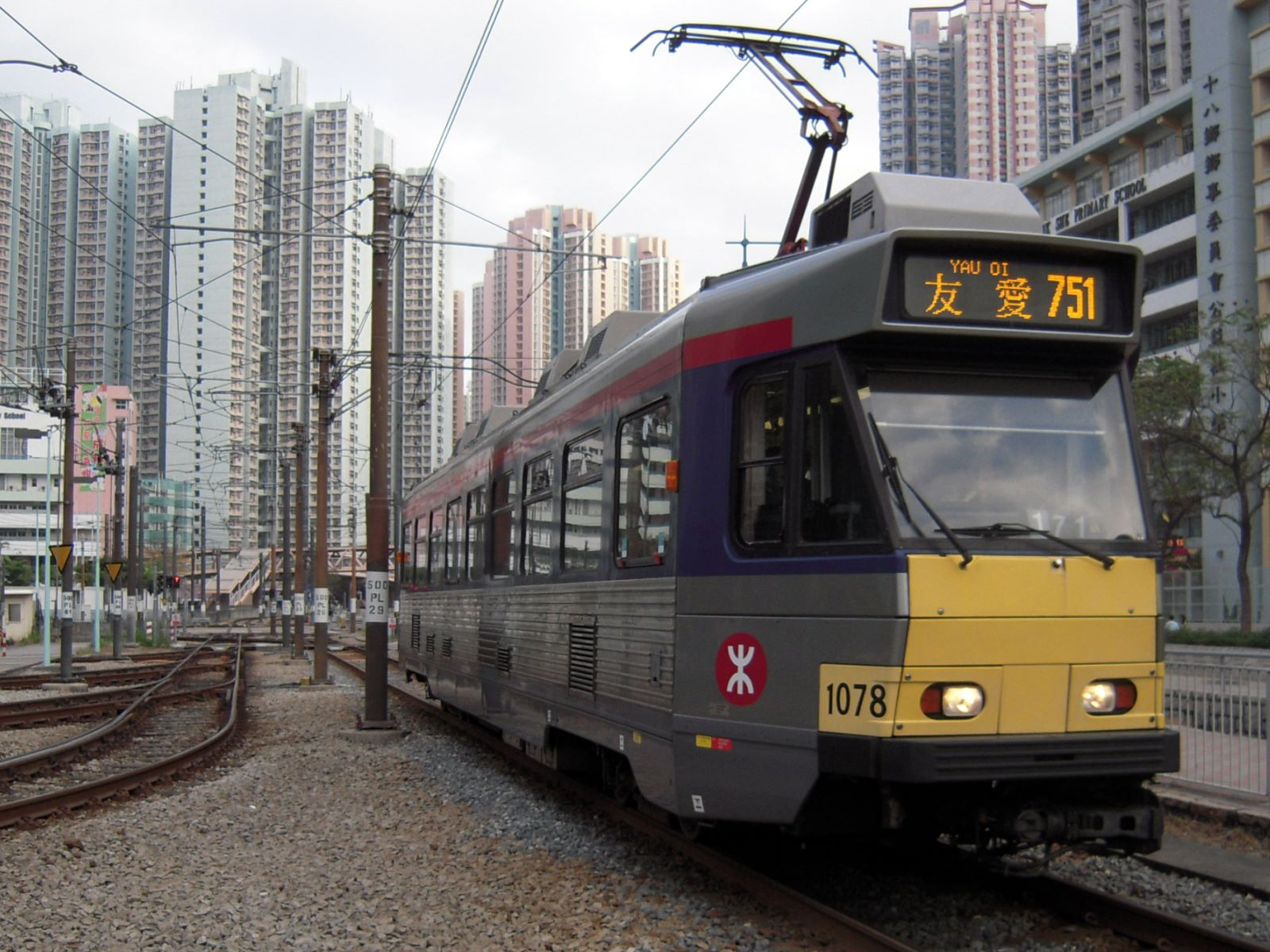
Вагон скоростного трамвая

Подвижной состав, эксплуатирующийся в системе скоростного трамвая, был заказан у трёх разных производителей: Commonwealth Engineering (Comeng), Kawasaki Heavy Industries и United Goninan. Составы предназначены ходить под напряжением 750 В постоянного тока по наземным внеуличным линиям с шириной колеи 1435 мм. Трамваи, как правило, состоят из одного или двух вагонов. В каждом вагоне имеется 26 сидячих мест, а максимальная пассажировместимость составляет около 300 чел.
В рамках 20 годовщины работы скоростного трамвая, вагоны были модернизированы. Составы стали лучше оборудованы с точки зрения лиц с ограниченными возможностями. MTRС отремонтировала 69 старых вагонов и закупила 22 новых. Первый состав был сдан в эксплуатацию в ноябре 2009 года. Весь проект завершился в 2011 году.

## Оплата проезда и билеты

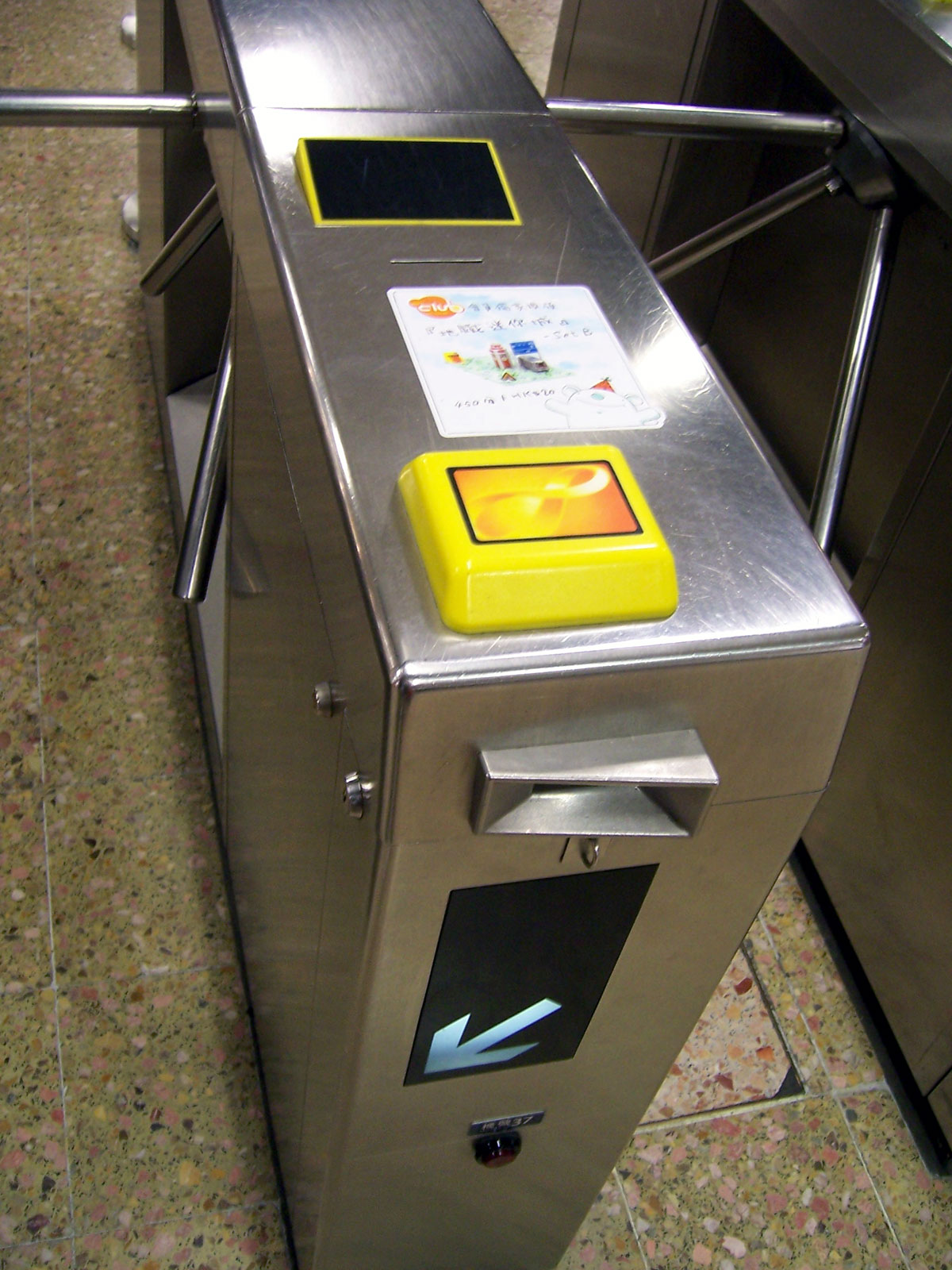
Турникет со считывателем карт «Октопус»

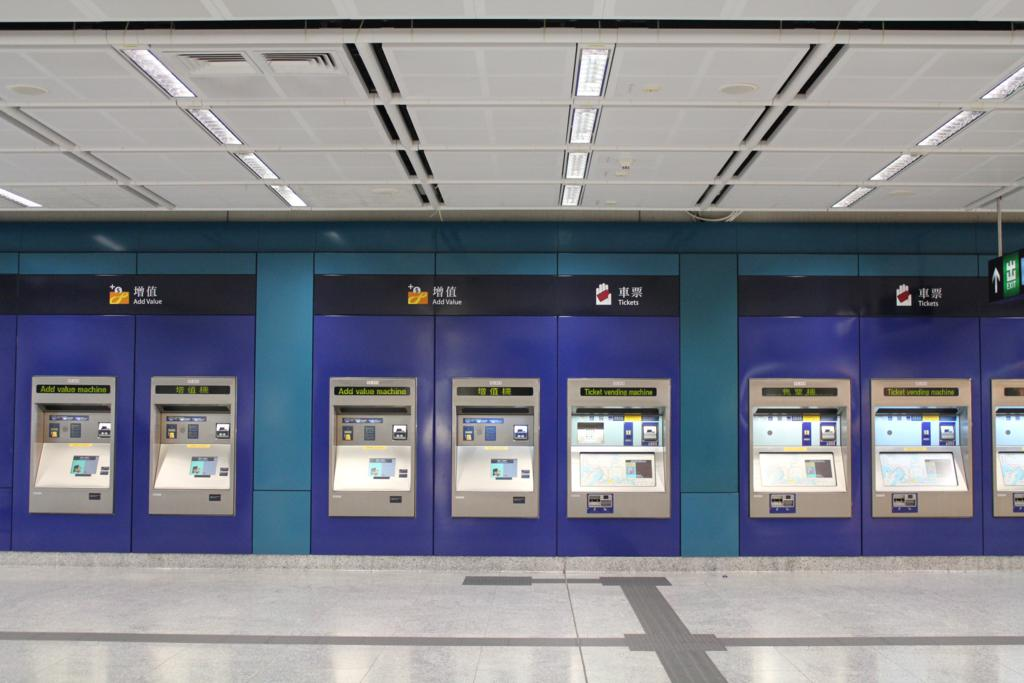
Автоматы по продаже билетов

С момента объединения железнодорожных компаний, в Гонконгском метрополитене существует три категории пассажиров по оплате проезда: студенты, взрослые и льготники. Только дети младше 12 лет и пожилые граждане старше 65 лет могут претендовать на льготный тариф на всех линиях. Лицам в возрасте от 12 до 25 предоставляются скидки на проезд на всех линиях метрополитена кроме Аэропорт-экспресс. Детей младше трёх лет разрешается провозить бесплатно (если их рост не превышает установленную норму).
Взяв любую станцию за начало маршрута, все остальные попадают в различные «зоны» тарифов, в зависимости от расстояния от начальной станции. Если начальная и конечная станции относятся к одной тарифной зоне, то стоимость проезда не зависит от их географической отдалённости друг от друга, но если станции относятся к разным зонам, то стоимость проезда возрастает с увеличением расстояния между ними, особенно если поездка включает пересечение бухты Виктория. Стоимость проезда на линии Аэропорт-экспресс значительно выше. По особому, более дорогому тарифу рассчитывается стоимость проезда до конечных станций всех линий.
Стоимость билета для взрослых варьируется от 3 HK$ до 47,50$ (0,40 US$ ?6,15$). Льготный тариф обычно в два раза меньше, варьируется от 1,40 HK$ до 23,80$. Студенческий тариф равен стоимости детского и пенсионного билета, но если поездка совершается с конечной станции какой-либо линии, то стоимость проезда составляет сумму, равную взрослому тарифу. Студенческий тариф варьируется от HK$1,40 до $39,40.
В Гонконгском метрополитене до 2009 года, инвалидам не предоставлялся льготный проезд. В 2005 году, депутат Фернандо Чунг Цзю Хун (Fernando Cheung Chiu-hung) обратился к властям с письмом, в котором выступил с предложением ввести в метро льготный тариф для инвалидов. MTR согласилась предложить инвалидам льготный проезд за счёт фонда правительственной организации «Транспортный и жилищный отдел» (Transport and Housing Bureau) размером 2 млн HK$, только в марте 2009 года, но с условием, что Законодательный совет внесёт поправки в дискриминацию по инвалидности.
Проездной билет или карту «Октопус» можно купить в билетных автоматах, наряду с ними работают билетные кассы, в которых продаются туристические билеты, карты «Октопус» и другие индивидуальные билеты. Кредитные карты принимаются при покупке билетов только на линии Аэропорт-экспресс. Сами билеты представляют собой карту с магнитной полосой

### Электронная карта «Октопус»

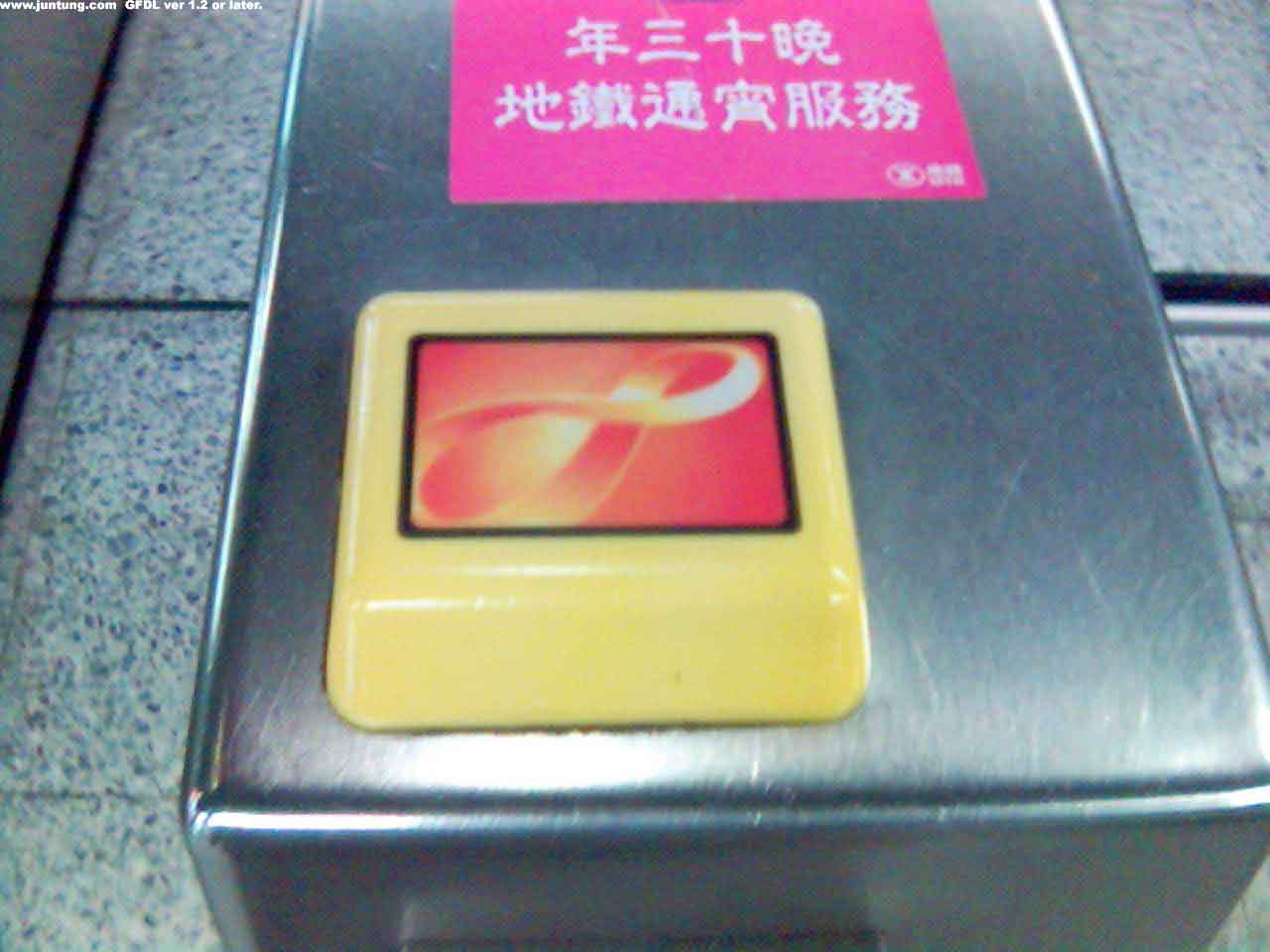
Карта «Октопус» на считывателе

«Октопус» — бесконтактная карта, использующаяся в электронной платёжной системе Гонконга, была разработана австралийской компанией ERG Group. «Октопусы» были введены в обращение в сентябре 1997 года для использования в Гонконгском метрополитене, но впоследствии получили большое распространение и сейчас используются повсеместно: в магазинах, ресторанах, кафе и других учреждениях, как средство электронной оплаты. «Октопусы» работают по принципу радиочастотной идентификации (RFID), это позволяет держателям идентифицировать её не вынимая из сумки или кошелька, достаточно просто поднести на близкое расстояние к считывателю. Тарифы в Гонконгском метрополитене несколько ниже при использовании карты «Октопус», чем при использовании обычного билета, исключение составляет только линия Аэропорт-экспресс. Например, стоимость трёхминутной поездки от станции «Адмиралти» до станции «Чимсачёй» через бухту Виктория при использовании «Октопуса» составляет 7,7 HK$, а с обычным билетом 8,5 HK$.

### Туристические билеты
Туристический билет предоставляет право на неограниченное число поездок в Гонконгском метро в течение одного дня на всех линиях, кроме Аэропорт-экспресс, а также поездок в вагонах первого класса Восточной линии и на автобусах MTR. Билет стоит HK$65 для взрослых и HK$30 для детей, продаётся во всех центрах обслуживания клиентов MTR. Туристический билет должен быть использован в течение 30 дней со дня выдачи.

## Безопасность

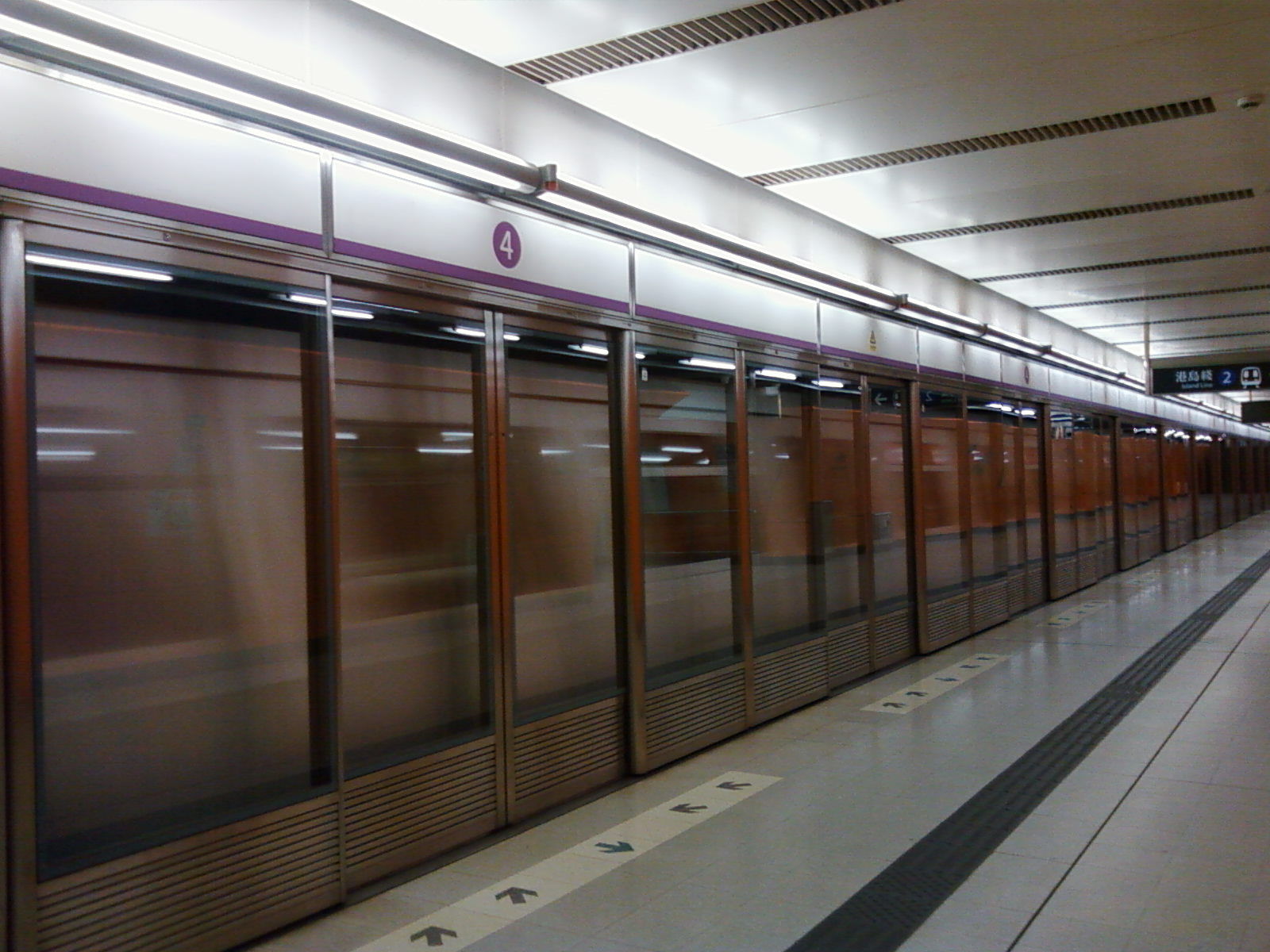
Платформенные раздвижные двери на станции «Норт-Пойнт»

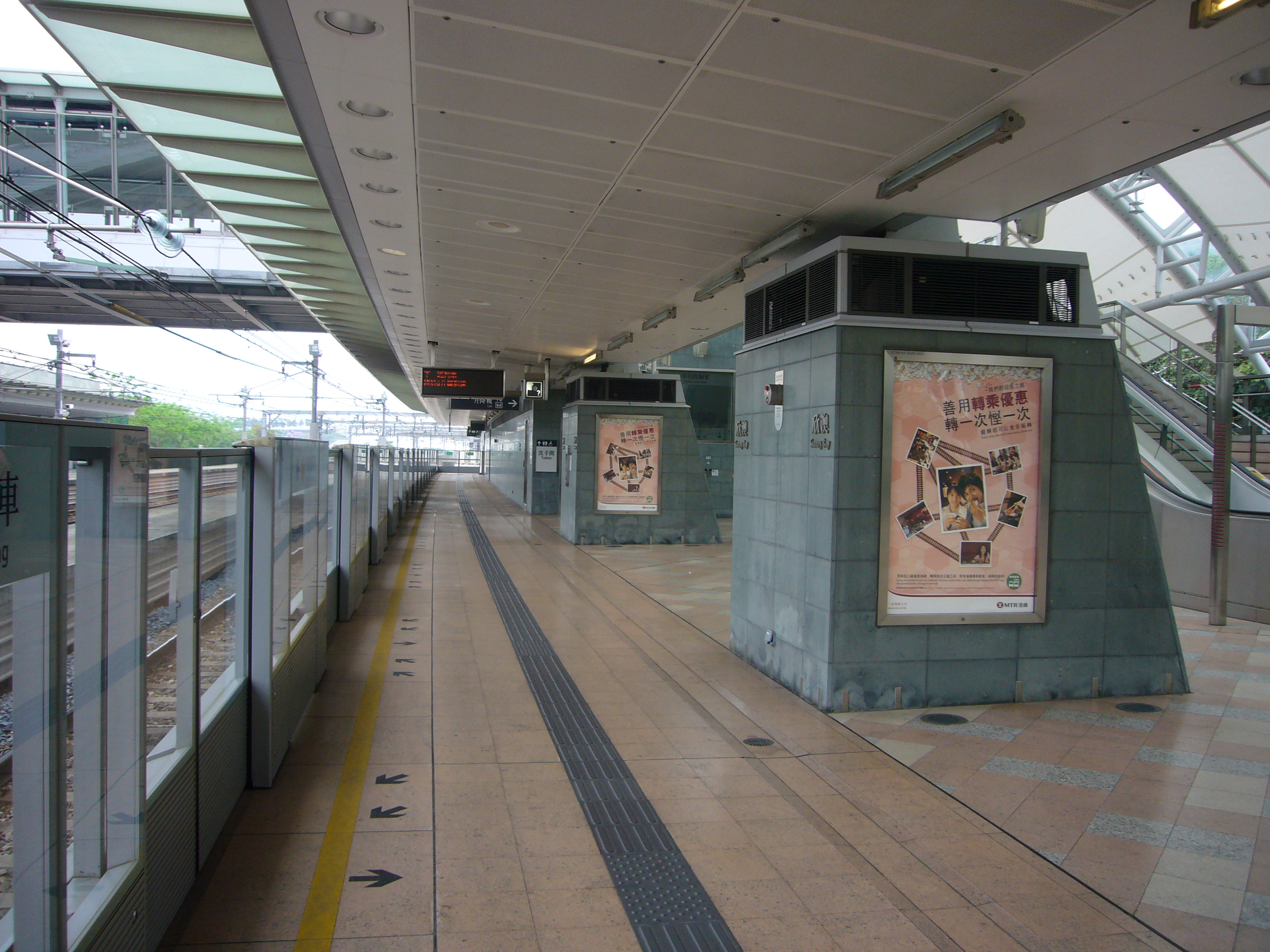
Автоматические платформенные ворота на станции «Санни-Бей»

Предпринимаются различные действия, чтобы обеспечивать безопасность в Гонконгском метрополитене. Проводятся кампании по расклейке плакатов, на которых наглядно, в виде шуточных картинок изображаются правила пользования метрополитеном, например правила поведения на эскалаторе, подобные плакаты имеются на всех станциях. Также на станциях регулярно объявляются напоминания пассажирам по технике безопасности. Потенциально опасные действия в метрополитене преследуются по закону, например, подзаконный правовой акт запрещает перевозить в метро огнеопасные предметы или входить в поезд в момент закрытия дверей. За различные нарушение правил, может следовать наказание от денежного штрафа до тюремного заключения. Также запрещено курение, еда и питьё в тоннелях, в поездах и на станциях Гонконгского метрополитена.
Поезда и станции патрулируются полицейскими, полицейские посты имеются на большинстве станций. Гонконгская полиция имеет участок, отвечающий за метрополитен. На станциях ведётся видеонаблюдение.
На многих станциях установлены платформенные раздвижные двери. Стеклянные двери, отделяющие платформу от путей были заказаны в Швейцарии, у компании «Kaba Gilgen AG» и установлены на станциях в процессе строительства, хотя MTRC не сильно способствовала этому. Благодаря этим дверям, нахождение на платформе стало более безопасным, они предотвращают падение людей на рельсы. Однако первичная мотивация, была отделить станции от тоннелей, что позволило существенно сэкономить электроэнергию на вентиляцию тоннеля и кондиционирование станций. Также на многих станциях установлены автоматические платформенные ворота, высотой около 1 м, они не отделяют полностью станцию от путей, их цель — предотвратить падение людей на рельсы. MTR установит их на всех надземных станциях, кроме линий Маоньсань и Восточной.
В июне 2000 года MTRC приступила к установке 2960 створок на всех станциях линий Куньтхон, Чхюньвань, Айленд. Масштабный проект завершился через шесть лет. Первые опытные образцы были установлены на станции «Чхойхун» в третьем квартале 2001 года. Установка на всех станциях была завершена в октябре 2005 года (первоначально планировалось завершить в 2006 году). Часть затрат была компенсирована за счёт пассажиров. По HK$0,10 на каждую поездку было добавлено держателям карты «Октопус».

## Социальные задачи

### Пропаганда искусства

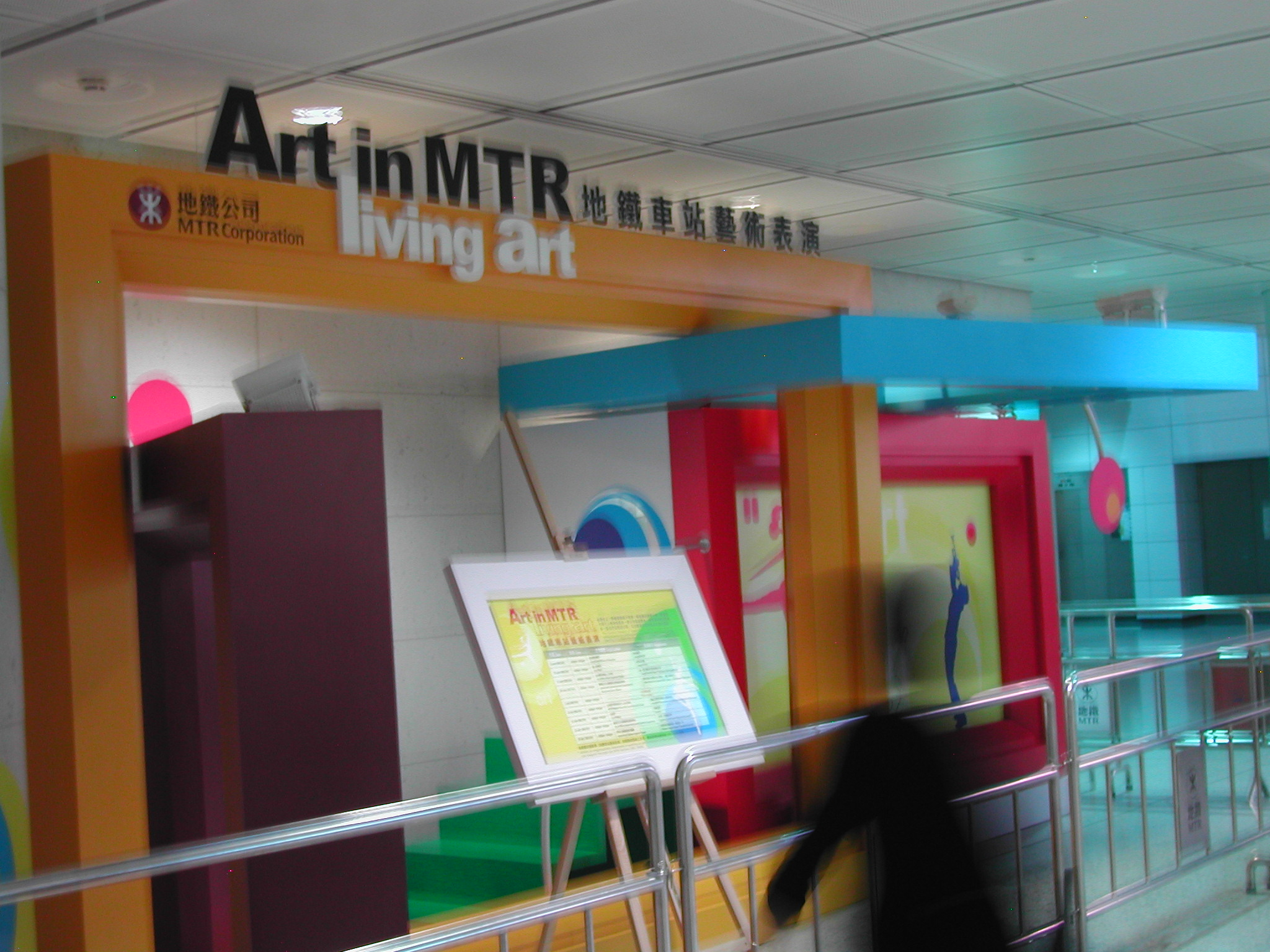
Сцена на станции

В 1998 году MTRC сформулировала тезис «не только оставлять пассажирам больше времени для жизни, но также больше времени на искусство». Эта инициатива в MTRС оказалась удачной. Впоследствии концерты, выставки, показы произведения искусства пожилых и молодых художников, студентов, аспирантов и маленьких детей стали проводиться в метрополитене. MTRC показывала проекты новых станций. Экспонируются работы в различных формах, открытая художественная галерея, объединение художественных галерей, бродячее искусство, живое искусство и архитектура станций.

### Спортивная ходьба
MTR и Гонконгская Любительская легкоатлетическая Ассоциация совместно проводят состязание по спортивной ходьбе каждую весну, начиная с 2005 года. Конкурс направлен на пропаганду здорового образа жизни в Гонконге. Забег начинается и заканчивается у станции «Сентрал», проходит по Чатер-Гарден, Чатер-Роуд, Айс-Хаус-стрит и Де-Вё-Роуд-Сентрал. Мероприятие привлекло свыше 800 человек в 2005 году и 1000 в 2006 году. Помимо самих гонконгцев, это мероприятие привлекает спортсменов из других стран.